# Liste der Kulturdenkmale in Löbtau
Die Liste der Kulturdenkmale in Löbtau umfasst sämtliche Kulturdenkmale der Dresdner Gemarkung Löbtau. Die Anmerkungen sind zu beachten.
Diese Liste ist eine Teilliste der Liste der Kulturdenkmale in Dresden.

Diese Liste ist eine Teilliste der Liste der Kulturdenkmale in Sachsen.

## Legende
- Bild: Bild des Kulturdenkmals, ggf. zusätzlich mit einem Link zu weiteren Fotos des Kulturdenkmals im Medienarchiv Wikimedia Commons. Wenn man auf das Kamerasymbol klickt, können Fotos zu Kulturdenkmalen aus dieser Liste hochgeladen werden:
- Bezeichnung: Denkmalgeschützte Objekte und ggf. Bauwerksname des Kulturdenkmals
- Lage: Straßenname und Hausnummer oder Flurstücknummer des Kulturdenkmals. Die Grundsortierung der Liste erfolgt nach dieser Adresse. Der Link (Karte) führt zu verschiedenen Kartendiensten mit der Position des Kulturdenkmals. Fehlt dieser Link, wurden die Koordinaten noch nicht eingetragen. Sind diese bekannt, können sie über ein Tool mit einer Kartenansicht einfach nachgetragen werden. In dieser Kartenansicht sind Kulturdenkmale ohne Koordinaten mit einem roten bzw. orangen Marker dargestellt und können durch Verschieben auf die richtige Position in der Karte mit Koordinaten versehen werden. Kulturdenkmale ohne Bild sind an einem blauen bzw. roten Marker erkennbar.
- Datierung: Baubeginn, Fertigstellung, Datum der Erstnennung oder grobe zeitliche Einordnung entsprechend des Eintrags in der sächsischen Denkmaldatenbank
- Beschreibung: Kurzcharakteristik des Kulturdenkmals entsprechend des Eintrags in der sächsischen Denkmaldatenbank, ggf. ergänzt durch die dort nur selten veröffentlichten Erfassungstexte oder zusätzliche Informationen
- ID: Vom Landesamt für Denkmalpflege Sachsen vergebene, das Kulturdenkmal eindeutig identifizierende Objekt-Nummer. Der Link führt zum PDF-Denkmaldokument des Landesamtes für Denkmalpflege Sachsen. Bei ehemaligen Kulturdenkmalen können die Objektnummern unbekannt sein und deshalb fehlen bzw. die Links von aus der Datenbank entfernten Objektnummern ins Leere führen. Ein ggf. vorhandenes Icon  führt zu den Angaben des Kulturdenkmals bei Wikidata.

## Löbtau-Nord
| Bild                                    | Bezeichnung | Lage                                              | Datierung                                                                 | Beschreibung | ID       |
| --------------------------------------- | --- | ------------------------------------------------- | ------------------------------------------------------------------------- | --- | -------- |
|                                         | Denkmalschutzgebiet Löbtau | (Karte)                                           |                                                                           | Denkmalschutzgebiet Löbtau (Satzung vom 18. März 1999); geschichtliche, künstlerische, städtebauliche und landschaftsgestalterische Bedeutung. | 09306458 |
|                                         | Mietshaus in halboffener Bebauung | Altlöbtau 2 (Karte)                               | um 1900 (Mietshaus)                                                       | historisierender Bau mit markanter Klinkerfassade, belebt durch gliedernde und schmückende Elemente in Werkstein und Zieranker, Eingangsachse durch Risalit betont, baugeschichtlich und stadtentwicklungsgeschichtlich von Bedeutung. | 09300718 |
|                                         | Wohnhaus und Torbogen eines ehemaligen Bauernhofes | Altlöbtau 4 (Karte)                               | bezeichnet 1808 (Bauernhaus), bezeichnet 1834 (Pforte)                    | typisches, giebelständiges Bauernhaus mit verputzter Fassade und Rundbogenfenstern in der Giebelschauseite, als Zeugnis ländlicher Architektur und Bauweise und Teil des historischen Dorfkerns von Löbtau baugeschichtlich und ortsgeschichtlich von Bedeutung. | 09210744 |
|                                         | Wohnhaus eines ehemaligen Vierseithofes | Altlöbtau 5a; 5b (Karte)                          | bezeichnet 1807 (Bauernhaus)                                              | Wohnhaus eines ehemaligen Vierseithofes als Teil des historischen Dorfkerns von Löbtau baugeschichtlich und ortsgeschichtlich von Bedeutung. | 09210750 |
|                                         | Wohnhaus eines ehemaligen Vierseithofes | Altlöbtau 9 (Karte)                               | bezeichnet 1856 (Bauernhaus)                                              | Putzbau mit Walmdach, als Zeugnis ländlicher Architektur und Bauweise und Teil des historischen Dorfkerns von Löbtau baugeschichtlich und ortsgeschichtlich von Bedeutung. | 09210749 |
|                                         | Wohnhaus und Toranlage eines ehemaligen Bauernhofes | Altlöbtau 11 (Karte)                              | bezeichnet 1856 (Bauernhaus)                                              | Putzbau mit Walmdach, als Zeugnis ländlicherArchitektur und Bauweise und Teil des historischen Dorfkerns von Löbtau baugeschichtlich und ortsgeschichtlich von Bedeutung. | 09210748 |
|                                         | Wohnhaus und Einfriedung eines ehemaligen Bauernhofes | Altlöbtau 12 (Karte)                              | Mitte 19. Jh. (Bauernhaus)                                                | weitgehend unveränderter, giebelständiger Bau, als Zeugnis ländlicher Architektur und Bauweise und Teil des historischen Dorfkerns von Löbtau baugeschichtlich und ortsgeschichtlich von Bedeutung. | 09210746 |
|                                         | Jungmichels Gut (ehem.) | Altlöbtau 18 (Karte)                              | vor 1800 (Bauernhaus)                                                     | Wohnhaus und Torbogen eines ehemaligen Bauernhofes; giebelständiger Bau mit Fachwerk im Obergeschoss, als Zeugnis ländlicher Architektur und Bauweise und Teil des historischen Dorfkerns von Löbtau baugeschichtlich und ortsgeschichtlich von Bedeutung. | 09210747 |
|                                         | Mietshaus in geschlossener Bebauung und Ecklage | Altlöbtau 22 (Karte)                              | um 1910 (Mietshaus)                                                       | Putzbau mit Natursteinsockel und Laden, Fassade strukturiert von Risaliten und Erker, geprägt durch Jugendstil- und Reformstilelemente, baugeschichtlich und stadtentwicklungsgeschichtlich von Bedeutung. | 09210734 |
|                                         | Ehem. „Restaurant am Lerchenberg“ | Am Lerchenberg 25 (Karte)                         | um 1900 (Mietshaus)                                                       | Mietshaus in halboffener Bebauung und Kopflage; zeittypische Klinker-Naturstein-Fassade, Schriftzug »Restaurant am Lerchenberg«, Lage betont durch Eckerker, bauzeitlich mit repräsentativen Turmaufbauten, baugeschichtlich und stadtentwicklungsgeschichtlich von Bedeutung. | 09210726 |
|                                         | Mietshaus in halboffener Bebauung | Baluschekstraße 8 (Karte)                         | bezeichnet 1912 (Mietshaus)                                               | zeittypischer Putzbau mit sparsamen Dekor und Natursteinsockel, Schauseite geprägt von teilweise verschiefertem und holzverschaltem Erker, baugeschichtlich und stadtentwicklungsgeschichtlich von Bedeutung. | 09210700 |
|                                         | Ehem. Restaurant »Zur Myrte« | Bramschstraße 2 (Karte)                           | um 1900 (Wohn- und Geschäftshaus)                                         | Wohn- und Geschäftshaus in Ecklage und offener Bebauung, mit Einfriedung; Gaststätte im Erdgeschoss an der Ecke Bramschstraße, zeittypische Klinkerfassade, Naturstein im Sockelgeschoss, mit historisierenden Elementen, baugeschichtlich und stadtentwicklungsgeschichtlich von Bedeutung. | 09210723 |
|                                         | Doppelmietshaus in offener Bebauung und mit Einfriedung | Bramschstraße 11 (Karte)                          | 1910, nach Adressbuch (Doppelmietshaus)                                   | Doppelmietshaus (Bramschstraße 11 und Rudolf-Renner-Straße 27) in offener Bebauung und mit Einfriedung; im Treppenhaus Farbglasfenster, charakteristischer Reformstilbau von 1910, dominiert von variierenden Giebeln und Erkern, baugeschichtlich und stadtentwicklungsgeschichtlich von Bedeutung. | 09210727 |
|                                         | Mietshaus in Ecklage und halboffener Bebauung | Braunsdorfer Straße 6 (Karte)                     | 1905–1906, nach Adressbuch (Mietshaus)                                    | zeittypische Klinkerfassade von 1905 mit Jugendstilelementen, Gliederung und Sockelgeschoss in Naturstein, baugeschichtlich und stadtentwicklungsgeschichtlich von Bedeutung. | 09210719 |
|                                         | Mietshaus in Ecklage und offener Bebauung | Braunsdorfer Straße 9 (Karte)                     | 1905, nach Adressbuch (Mietshaus)                                         | charakteristischer Löbtauer Mietshausbau von 1905 mit historisierender Klinkerfassade und Natursteingliederung, als Eckgebäude gestalterisch hervorgehoben, baugeschichtlich und stadtentwicklungsgeschichtlich bedeutend. | 09216628 |
|                                         | Luisenhaus | Braunsdorfer Straße 13 (Karte)                    | 1897–1898 (Vorderhaus), um 1910 (Hinterhaus)                              | Zwei Krankenhausgebäude mit Verbindungstrakt und Einfriedung, als Kranken- und Versorgungshaus mit Altersheim und Damenstift erbaut, nach Luise von Toskana benannt; großzügige und repräsentative Bauten, das Vorderhaus mit aufwändiger historisierender Fassade und Reformstilanklängen, das Hinterhaus ein typischer Vertreter der Architektur um 1910, Verbindung zwischen den Gebäuden durch eingeschossigen Gang, baugeschichtlich und stadtentwicklungsgeschichtlich von Bedeutung. 1945 von sowjetischen Militärs bewohnt, ab 1947 Wohnhaus für Krankenschwestern, ab 1949 Poliklinik Dresden-Löbtau, 1990 umfassend saniert, seither Gesundheitszentrum mit Arztpraxen und Rettungsstelle. | 09210721 |
|                                         | Mietshaus in Ecklage und offener Bebauung | Burgkstraße 15 (Karte)                            | vor 1903 (Mietshaus)                                                      | ehemals »Restaurant zur Burg«, zeittypischer Klinkerbau mit historisierender Natursteingliederung, Lage durch Giebel und verbrochene Ecke betont, baugeschichtlich und stadtentwicklungsgeschichtlich von Bedeutung. | 09210715 |
|                                         | Mietshaus in geschlossener Bebauung | Burgkstraße 19 (Karte)                            | vor 1903 (Mietshaus)                                                      | zeittypischer Bau mit Klinkerfassade und historisierender Natursteingliederung, dominiert von repräsentativem Giebel, baugeschichtlich und stadtentwicklungsgeschichtlich von Bedeutung. | 09210733 |
|                                         | Mietshaus in halboffener Bebauung mit Einfriedung | Burgkstraße 28 (Karte)                            | 1906, nach Adressbuch (Mietshaus)                                         | historisierende Klinkerfassade mit Natursteinsockelgeschoss, Jugendstilanklänge, Lage durch Giebel, Turmaufbau und verbrochene Ecke betont, baugeschichtlich und stadtentwicklungsgeschichtlich von Bedeutung. | 09210730 |
|                                         | Mietshaus in geschlossener Bebauung | Burgkstraße 29 (Karte)                            | 1903 (Mietshaus)                                                          | Mietshaus, 1903 vom Bildhauer Adolf Heinrich errichtet, repräsentativer Bau im Jugendstil mit Sandsteinfassade und Seitenrisaliten, Balkone und Portal mit vegetabiler Ornamentik; baugeschichtlich und stadtentwicklungsgeschichtlich von Bedeutung. | 09210732 |
|                                         | Mietshaus in Ecklage und offener Bebauung | Burgkstraße 30 (Karte)                            | 1904–1905, nach Adressbuch (Mietshaus)                                    | historisierender Klinkerbau von 1904 mit Natursteingliederung, in den Balkongittern Jugendstilornament, Lage durch Turmaufbau, Giebel und verbrochene Ecke betont, baugeschichtlich und stadtentwicklungsgeschichtlich von Bedeutung. | 09210729 |
|                                         | Doppelmietshaus mit Einfriedung in offener Bebauung | Burgkstraße 32; 34 (Karte)                        | 1906, nach Adressbuch (Doppelmietshaus)                                   | charakteristisches Wohngebäude mit Sandstein-Klinker-Fassade in historisierenden Formen, dabei Aufnahme von Jugendstilelementen (Balkongitter, Einfriedung und Fensterbedachungen), baugeschichtlich, sozialgeschichtlich und stadtentwicklungsgeschichtlich bedeutend. | 09216943 |
|                                         | Mietshaus in Ecklage, halboffener Bebauung und Teil der seitlichen Einfriedung | Burgkstraße 33 (Karte)                            | 1905, nach Adressbuch (Mietshaus)                                         | Bau mit Klinker-Sandstein-Fassade im Jugendstil, zurückhaltendes Ornament in den Brüstungsfeldern, Lage durch verbrochene Ecke betont, baugeschichtlich und stadtentwicklungsgeschichtlich von Bedeutung. | 09210731 |
|                                         | Mietshaus in geschlossener Bebauung | Burgkstraße 39 (Karte)                            | 1909, nach Adressbuch (Mietshaus)                                         | Bau mit Naturstein-Putz-Fassade, charakterisiert von Reformstil- und Jugendstilelementen, dominiert von auffälligem Giebel, baugeschichtlich und stadtentwicklungsgeschichtlich von Bedeutung. | 09210728 |
|                                         | Doppelmietshaus in offener Bebauung | Columbusstraße 8 (Karte)                          | um 1895 (Doppelmietshaus)                                                 | Doppelmietshaus (Columbusstraße 8 und Wernerplatz 3) in offener Bebauung; zeittypischer Bau der Jahrhundertwende mit Klinker-Fassade und historisierender Natursteingliederung, Lage betont durch verbrochene Ecke und Turmaufbauten, baugeschichtlich und stadtentwicklungsgeschichtlich von Bedeutung. | 09210698 |
|                                         | Mietshaus in Ecklage und halboffener Bebauung | Columbusstraße 9 (Karte)                          | bezeichnet 1900 (Mietshaus)                                               | zeittypischer Bau von 1900 mit Klinker-Fassade und historisierender Natursteingliederung, Lage betont durch verbrochene Ecke, variierende Treppengiebel und Risalite, baugeschichtlich und stadtentwicklungsgeschichtlich von Bedeutung. | 09210697 |
|                                         | Wohnhausgruppe in Ecklage | Columbusstraße 11 (Karte)                         | um 1895 (Mietshaus)                                                       | Wohnhausgruppe in Ecklage (Wernerstraße 12/14 und Columbusstraße 11); Gruppe aus drei Mietshäusern mit historisierenden Klinkerfassaden und Natursteinsockelgeschoss, baugeschichtlich und stadtentwicklungsgeschichtlich bedeutend. | 09216683 |
|                                         | Renner-Denkmal Gedenkstätte mit Denkmal, bestehend aus Büste und Inschriften-Stele, sowie Grüngestaltung einschließlich zweier Treppen                                                  | Conertplatz (Karte)                               | 1964 (Büste)                                                              | Gedenkstätte mit Denkmal, bestehend aus Büste und Inschriften-Stele, sowie Grüngestaltung einschließlich zweier Treppen; in Erinnerung an den in Löbtau ansässigen kommunistischen Journalisten und Politiker Rudolf Renner, der 1940 im KZ Buchenwald umgekommen ist, errichtet, gesamten Anlage gartengestalterisch markant, vor allem personengeschichtlich bedeutend, Büste als charakteristisches DDR-Bildwerk zudem kunsthistorisch von Bedeutung. | 09306678 |
|                                         | Mietshaus in geschlossener Bebauung | Conertplatz 1 (Karte)                             | 1899–1900 (Mietshaus)                                                     | charakteristischer Gründerzeitbau mit Klinkerfassade, baugeschichtlich bedeutend, zudem markantes städtebauliches Ensemble mit den benachbarten Häusern, das Balkonmotiv wiederholt sich am Conertplatz 3, was auf ein Entwurfskonzept für die Ostfront des Conertplatzes schließen lässt. | 09217584 |
|                                         | Mietshaus in geschlossener Bebauung | Conertplatz 2 (Karte)                             | 1901 (Mietshaus)                                                          | charakteristischer Bau von 1901 mit historisierender Klinkerfassade und Natursteinsockelgeschoss, baugeschichtlich bedeutend, zudem markantes städtebauliches Ensemble mit den benachbarten Häusern. | 09210758 |
|                                         | Mietshaus in geschlossener Bebauung | Conertplatz 3 (Karte)                             | 1901 (Mietshaus)                                                          | charakteristischer Gründerzeitbau mit Klinkerfassade, baugeschichtlich bedeutend, zudem markantes städtebauliches Ensemble mit den benachbarten Häusern, das Balkonmotiv wiederholt sich am Conertplatz 1, was auf ein Entwurfskonzept für die Ostfront des Conertplatzes schließen lässt. | 09216689 |
|                                         | Mietshaus in geschlossener Bebauung | Conertplatz 4 (Karte)                             | 1912, nach Adressbuch (Mietshaus)                                         | Bau von 1912 mit Putzfassade, gekennzeichnet durch Erker und halbrunde Balkone am Seitenrisalit, Flur- und Treppenhausausstattung mit Jugendstilausmalung und Farbglasfenster, baugeschichtlich und stadtentwicklungsgeschichtlich von Bedeutung. | 09210757 |
|                                         | Mietshaus in Ecklage und halboffener Bebauung | Conertplatz 9 (Karte)                             | 1906, nach Adressbuch (Mietshaus)                                         | zeittypische Putzfassade mit auffälliger Jugendstildekoration (Stuck), Sandsteinsockelgeschoss, baugeschichtlich und stadtentwicklungsgeschichtlich von Bedeutung. | 09210756 |
|                                         | Mietshaus in geschlossener Bebauung, mit Einfriedung | Conertplatz 12 (Karte)                            | 1905, nach Adressbuch (Mietshaus)                                         | schlichte Natursteinfassade von 1905, Balkongitter und Einfriedung mit Jugendstilmotiven, im Treppenhaus Jugendstilverglasung, baugeschichtlich und stadtentwicklungsgeschichtlich von Bedeutung. | 09210755 |
|                                         | Mietshaus in Ecklage, halboffener Bebauung und Einfriedung | Conertplatz 14 (Karte)                            | 1912, nach Adressbuch (Mietshaus)                                         | zeittypische Putzfassade von 1912 mit Natursteinsockelgeschoss, bemerkenswerte Flurausstattung, baugeschichtlich und stadtentwicklungsgeschichtlich von Bedeutung. | 09210754 |
|                                         | Wohnhaus in geschlossener Bebauung, mit Einfriedung | Conertplatz 17 (Karte)                            | 1924–1925, nach Adressbuch (Wohnhaus)                                     | zeittypischer, schlichter Putzbau der 1920er Jahre, charakterisiert durch Holzklappläden und Loggien, baugeschichtlich und stadtentwicklungsgeschichtlich von Bedeutung. | 09210753 |
| Weitere Bilder                          | Sachgesamtheit Dr.-Höhne-Häuser | Ebertplatz 1; 1b; 2; 2b; 3; 3b (Karte)            | 1920–1921 (Wohnanlage)                                                    | Sachgesamtheit Wohnanlage Dr.-Höhne-Häuser mit folgenden Einzeldenkmalen: Häuserzeile (Ebertplatz 1/1b/2/2b/3/3b mit Freiberger Straße 113/115/117/119/121 und Saxoniastraße 2/4/6/8/10, ID-Nr. 09210738), Häuserzeile (Oederaner Straße 24/26/28 mit Saxoniastraße 18/20/22/24/28, ID-Nr. 09210735), drei Wohnhäuser Saxoniastraße 12–16 (ID-Nr. 09216630) sowie der Wirtschaftstrakt im Hof als Sachgesamtheitsteil; Wohnanlage vom Dresdner Spar- und Bauverein nach Plänen von Paul Beck (1887–1964) im Geviert zwischen Ebertplatz, Freiberger Straße, Oederaner Straße und Saxoniastraße erbaut, Anlage bestehend aus zwei Flügeln, die sich um einen Wohnhof legen, Teil zum Ebertplatz mit straßenbildprägender Rundung ausbildet, im Hofbereich eine weitere Häuserzeile, auf der Seite zur Saxoniastraße gleiten die L-förmigen Flügelenden in den Hofbereich, städtebaulich markante Wohnanlage der 1920er Jahre, baugeschichtliche und ortsbildprägende Bedeutung. | 09306548 |
| Weitere Bilder                          | Häuserzeile einer Wohnanlage vom Dresdner Spar- und Bauverein im Geviert zwischen Ebertplatz, Freiberger Straße, Oederaner Straße und Saxoniastraße (Einzeldenkmale zu ID-Nr. 09306548) | Ebertplatz 1; 1b; 2; 2b; 3; 3b (Karte)            | 1920–1921 (Mehrfamilienwohnhaus)                                          | Einzeldenkmale o. g. Sachgesamtheit: Häuserzeile (Ebertplatz 1/1b/2/2b/3/3b mit Freiberger Straße 113/115/117/119/121 und Saxoniastraße 2/4/6/8/10) einer Wohnanlage vom Dresdner Spar- und Bauverein im Geviert zwischen Ebertplatz, Freiberger Straße, Oederaner Straße und Saxoniastraße; Anlage bestehend aus zwei Flügeln, die sich um einen Wohnhof legen, Teil zum Ebertplatz mit straßenbildprägender Rundung ausbildet, im Hofbereich eine weitere Häuserzeile, auf der Seite zur Saxoniastraße gleiten die L-förmigen Flügelenden in den Hofbereich (siehe auch Oederaner Straße 24–28 und Saxoniastraße 12–28), städtebaulich markante Wohnanlage aus Wilhelminischer Zeit, zudem von ortsbildprägender Bedeutung. | 09210738 |
|                                         | Wohnhaus Ebertplatz 10 | Ebertplatz 10 (Karte)                             | 1924–1925 oder 1926 (Wohnhaus)                                            | Wohnhaus in halboffener Bebauung; als Gebäude mit städtischen Werkswohnungen errichtet, eindrucksvoller, charakteristischer Bau der 1920er Jahre mit expressionistisch gestalteten Fassaden, die durch ihre horizontalen Gliederungselemente und kräftige Farbkontraste wirken, einer der bemerkenswertesten Dresdner Wohnbauten der Moderne, als Arbeit von Stadtbaurat Paul Wolf auch architekturhistorisch bedeutend. | 09210741 |
|                                         | Mietshaus in offener Bebauung | Emil-Ueberall-Straße 16 (Karte)                   | um 1895 (Mietshaus)                                                       | stadtteiltypisches Würfelhaus des ausgehenden 19. Jahrhunderts mit historisierender Klinkerfassade und charakterisiert durch Mittelrisalite, baugeschichtlich und stadtentwicklungsgeschichtlich von Bedeutung. | 09210770 |
|                                         | Mietshaus in offener Bebauung | Emil-Ueberall-Straße 18 (Karte)                   | um 1895 (Mietshaus)                                                       | stadtteiltypisches Würfelhaus des ausgehenden 19. Jahrhunderts mit historisierender Putzfassade, baugeschichtlich und stadtentwicklungsgeschichtlich von Bedeutung. | 09210769 |
|                                         | Mietshaus in offener Bebauung, mit Einfriedung | Emil-Ueberall-Straße 20 (Karte)                   | um 1895 (Mietshaus)                                                       | stadtteiltypisches Würfelhaus des ausgehenden 19. Jahrhunderts mit historisierender Putzfassade und mit aufwendigem Stuckdekor versehen, baugeschichtlich und stadtentwicklungsgeschichtlich von Bedeutung. | 09210768 |
|                                         | Mietshaus in offener Bebauung, mit Einfriedung | Emil-Ueberall-Straße 21 (Karte)                   | um 1895 (Mietshaus)                                                       | stadtteiltypisches Würfelhaus des ausgehenden 19. Jahrhunderts mit historisierender Putzfassade und charakterisiert durch Mittelrisalit, baugeschichtlich und stadtentwicklungsgeschichtlich von Bedeutung. | 09210767 |
|                                         | Mietshaus in offener Bebauung | Emil-Ueberall-Straße 22 (Karte)                   | bezeichnet 1897 (Mietshaus)                                               | repräsentativer Putzbau von 1897 mit historisierender Fassade und Natursteinsockelgeschoss, durch runden Eckerker und Turmaufbau charakterisiert, baugeschichtlich und stadtentwicklungsgeschichtlich von Bedeutung. | 09210711 |
|                                         | Mietshaus in offener Bebauung, mit Einfriedung | Emil-Ueberall-Straße 23 (Karte)                   | um 1895 (Mietshaus)                                                       | zeittypischer Klinkerbau mit historisierender Natursteingliederung und schlichtem Putzdekor, baugeschichtlich und stadtentwicklungsgeschichtlich von Bedeutung. | 09210771 |
|                                         | Schwerter-Heim | Emil-Ueberall-Straße 29; 31 (Karte)               | bezeichnet 1899–1900 (Doppelmietshaus)                                    | Doppelmietshaus; Teil einer Anlage aus zwei markanten Bauten (siehe auch Schwerter-Heim Kesselsdorfer Straße 60/62), ursprünglich als Logengebäude und Unterkunft für junge Männer erbaut, historisierende Klinkerfassade, baugeschichtlich, ortsgeschichtlich und sozialgeschichtlich bedeutend. | 09210773 |
| Weitere Bilder                          | Mietshaus in offener Bebauung, mit Einfriedung | Emil-Ueberall-Straße 30 (Karte)                   | um 1895 (Mietshaus)                                                       | zeittypischer, historisierender Mietwohnungsbau, Putzfassade mit Klinkerakzenten und floraler Jugendstildekoration, baugeschichtlich bedeutend. | 09210772 |
|                                         | Rudolf-Renner-Oberschule; 36. Mittelschule | Emil-Ueberall-Straße 34 (Karte)                   | 1900-1902 (Schule)                                                        | Schule mit Turnhalle und Einfriedung; Schulkomplex aus mehreren Flügeln über verwinkeltem Grundriss, teilweise aufwendige Fassaden mit historisierenden Formen (profilierte Gewände, Segmentbögen, Giebel mit Zierfachwerk und mit Klinker betonte Eingangsbereiche), markantes Beispiel spätgründerzeitlicher Schularchitektur, ortsgeschichtlich und baugeschichtlich bedeutend. | 09210781 |
|                                         | Mietshaus in Ecklage und halboffener Bebauung | Freiberger Straße 111 (Karte)                     | bezeichnet 1897 (Mietshaus)                                               | historisierende Klinkerfassade mit Sockelgeschoss und Gliederung in Naturstein, Lage durch verbrochene Ecke betont, baugeschichtlich und stadtentwicklungsgeschichtlich von Bedeutung. | 09216647 |
|                                         | Häuserzeile einer Wohnanlage im Geviert zwischen Ebertplatz, Freiberger Straße, Oederaner Straße und Saxoniastraße (Einzeldenkmale zu ID-Nr. 09306548)                                  | Freiberger Straße 113; 115; 117; 119; 121 (Karte) | 1920–1921 (Mehrfamilienwohnhaus)                                          | Einzeldenkmale o. g. Sachgesamtheit: Häuserzeile (Ebertplatz 1/1b/2/2b/3/3b mit Freiberger Straße 113/115/117/119/121 und Saxoniastraße 2/4/6/8/10) einer Wohnanlage vom Dresdner Spar- und Bauverein im Geviert zwischen Ebertplatz, Freiberger Straße, Oederaner Straße und Saxoniastraße; Anlage bestehend aus zwei Flügeln, die sich um einen Wohnhof legen, Teil zum Ebertplatz mit straßenbildprägender Rundung ausbildet, im Hofbereich eine weitere Häuserzeile, auf der Seite zur Saxoniastraße gleiten die L-förmigen Flügelenden in den Hofbereich (siehe auch Oederaner Straße 24–28 und Saxoniastraße 12–28), städtebaulich markante Wohnanlage aus Wilhelminischer Zeit, zudem von ortsbildprägender Bedeutung. | 09210738 |
|                                         | Wohn- und Geschäftshaus in Ecklage und geschlossener Bebauung | Gohliser Straße 1; 3 (Karte)                      | um 1895 (Wohn- und Geschäftshaus)                                         | zeittypisches, repräsentatives Doppelmietshaus mit Klinkerfassade, historisierende Natursteingliederung, Lage durch Turmaufbau und verbrochene Ecke betont, baugeschichtlich und stadtentwicklungsgeschichtlich von Bedeutung. | 09210693 |
|                                         | Mietshaus in offener Bebauung | Gohliser Straße 13 (Karte)                        | um 1895 (Mietshaus)                                                       | stadtteiltypisches Würfelhaus des ausgehenden 19. Jahrhunderts mit historisierender Klinkerfassade, charakterisiert durch Mittelrisalite und Erker, baugeschichtlich und stadtentwicklungsgeschichtlich von Bedeutung. | 09210712 |
|                                         | Mietshaus in Ecklage und offener Bebauung | Gohliser Straße 18 (Karte)                        | bezeichnet 1898 (Inschrifttafel)                                          | historisierender Klinkerbau von 1898, Fassade mit Stuckdekor und durch verschiedenfarbene Klinker akzentuiert, Lage durch Giebel und verbrochene Ecke betont, baugeschichtlich und stadtentwicklungsgeschichtlich von Bedeutung. | 09210714 |
|                                         | Mietshaus in Ecklage, offener Bebauung und Einfriedung | Gohliser Straße 21 (Karte)                        | um 1895 (Mietshaus)                                                       | zeittypischer Klinkerbau des ausgehenden 19. Jahrhunderts mit historisierender Natursteingliederung, Lage durch Giebel, Turm und verbrochene Ecke betont, baugeschichtlich und stadtentwicklungsgeschichtlich von Bedeutung. | 09210716 |
|                                         | Mietshaus in Ecklage und offener Bebauung | Gohliser Straße 22 (Karte)                        | um 1895 (Mietshaus)                                                       | historisierender Klinkerbau des ausgehenden 19. Jahrhunderts mit Natursteingliederung, Lage durch verbrochene Ecke betont, baugeschichtlich und stadtentwicklungsgeschichtlich von Bedeutung. | 09210720 |
|                                         | Mietshaus in Ecklage, offener Bebauung und Einfriedung | Gohliser Straße 24 (Karte)                        | um 1895 (Mietshaus)                                                       | historisierender Klinkerbau, Lage durch Turmaufbau und verbrochene Ecke betont, baugeschichtlich und stadtentwicklungsgeschichtlich von Bedeutung. | 09210717 |
|                                         | Mietshaus in Ecklage und offener Bebauung | Gohliser Straße 28 (Karte)                        | um 1895 (Mietshaus)                                                       | historisierende Putzfassade mit Natursteingliederung, Lage durch Eckrisalite und verbrochene Ecke betont, baugeschichtlich und stadtentwicklungsgeschichtlich von Bedeutung. | 09210718 |
|                                         | Mietshaus in Ecklage und offener Bebauung, mit seitlichen Einfriedungen | Gohliser Straße 33 (Karte)                        | um 1895 (Mietshaus)                                                       | zeittypischer Bau mit historisierender Putzfassade, Lage durch Turmaufbauten und verbrochene Ecke betont, baugeschichtlich und stadtentwicklungsgeschichtlich von Bedeutung. | 09210725 |
| Direkt Bild zu diesem Denkmal hochladen | Flur- und Treppenhausausmalung | Grumbacher Straße 20 (Karte)                      | um 1925 (Dekoration)                                                      | Dekorationsmalerei im Art déco mit Seltenheitswert, künstlerisch von Bedeutung | 09217568 |
|                                         | Mietshaus in halboffener Bebauung und Ecklage | Grumbacher Straße 37 (Karte)                      | 1899–1900 (Mietshaus)                                                     | historisierender Klinkerbau von 1899 mit Stuckdekor und Natursteinsockelgeschoss, Lage durch verbrochene Ecke betont, baugeschichtlich und stadtentwicklungsgeschichtlich von Bedeutung. | 09216690 |
|                                         | Mietshaus in Ecklage und offener Bebauung | Hermsdorfer Straße 5 (Karte)                      | um 1895 (Mietshaus)                                                       | historisierender Klinkerbau, Lage durch Turm und verbrochene Ecke betont, baugeschichtlich und stadtentwicklungsgeschichtlich von Bedeutung. | 09210713 |
| Weitere Bilder                          | Villa Friedrichsruh | Hermsdorfer Straße 16 (Karte)                     | 1898–1899, bezeichnet 1898 (Villa)                                        | Villa mit Garten; repräsentatives Gebäude mit hohem Giebel, Eckturm, Erkern, Zierfachwerk, Rustikasockel, reichem Fassadendekor, eindrucksvoller Bau der Jahrhundertwende, dessen malerische Wirkung durch die Verbindung von historisierendem Formengut und Jugendstilelementen entsteht (möglw. haben die Erbauer auch auf Vorbilder des englischen Landhausstils zurückgegriffen), bedeutsames Zeugnis der Architektur um 1900 und als Bau der Firma Schilling & Graebner von Bedeutung für die Entwicklung der frühen Moderne in Dresden. | 09210761 |
|                                         | Mietshaus in Ecklage und halboffener Bebauung | Hermsdorfer Straße 18 (Karte)                     | um 1900 (Mietshaus)                                                       | historisierender Klinkerbau, Fassade mit Stuck- und Klinkerdekor, Lage durch verbrochene Ecke betont, baugeschichtlich und stadtentwicklungsgeschichtlich von Bedeutung. | 09216691 |
| Weitere Bilder                          | Chausseebrücke; Bismarckbrücke; Weißeritzbrücke | Kesselsdorfer Straße (Karte)                      | 1837, bezeichnet 1704, MDCCIV, bezieht sich auf Vorgänger (Straßenbrücke) | Brücke an der Kesselsdorfer Straße; überspannt die Weißeritz, gestalterisch und konstruktiv bemerkenswertes Brückenbauwerk aus der ersten Hälfte des 19. Jahrhunderts, baugeschichtlich, ortsgeschichtlich und verkehrsgeschichtlich bedeutend. | 09210742 |
|                                         | Doppelmietshaus in Ecklage und geschlossener Bebauung | Kesselsdorfer Straße 36 (Karte)                   | bezeichnet 1904 in Wetterfahne (Doppelmietshaus)                          | Doppelmietshaus (Kesselsdorfer Straße 36 und Wernerstraße 46) in Ecklage und geschlossener Bebauung; repräsentativer, straßenbildprägender Klinker-Natursteinbau, charakterisiert durch Jugendstilelemente, Risalite und markanten Turmbau, baugeschichtlich und stadtentwicklungsgeschichtlich von Bedeutung. | 09216644 |
|                                         | Wohn- und Geschäftshaus in halboffener Bebauung | Kesselsdorfer Straße 38 (Karte)                   | bezeichnet 1904 (Wohn- und Geschäftshaus)                                 | repräsentativer Klinkerbau mit Natursteingliederung und Jugendstilelementen, dominiert von markantem Turmaufbau über Seitenrisalit, baugeschichtlich und stadtentwicklungsgeschichtlich von Bedeutung. | 09210702 |
|                                         | Wohn- und Geschäftshaus in offener Bebauung | Kesselsdorfer Straße 40 (Karte)                   | bezeichnet 1895 (Wohn- und Geschäftshaus)                                 | zeittypischer Klinkerbau von 1895 mit historisierender Natursteingliederung, baugeschichtlich und stadtentwicklungsgeschichtlich von Bedeutung. | 09210703 |
|                                         | Wohn- und Geschäftshaus in offener Bebauung | Kesselsdorfer Straße 42 (Karte)                   | bezeichnet 1900 (Wohn- und Geschäftshaus)                                 | repräsentativer Bau mit Klinkerfassade, Stuckdekor und historisierender Natursteingliederung, baugeschichtlich und stadtentwicklungsgeschichtlich von Bedeutung. | 09210704 |
|                                         | Wohn- und Geschäftshaus in Ecklage und offener Bebauung | Kesselsdorfer Straße 43 (Karte)                   | um 1900 (Wohn- und Geschäftshaus)                                         | markanter spätgründerzeitlicher Bau mit charakteristischer historisierender Fassade, Klinker, Vielzahl von Schmuck- und Gliederungselementen, in städtebaulich hervorgehobener Lage, baugeschichtlich und stadtentwicklungsgeschichtlich bedeutend | 09210782 |
|                                         | Mietshaus in offener Bebauung | Kesselsdorfer Straße 44 (Karte)                   | um 1895 (Mietshaus)                                                       | zeittypischer, historisierender Putzbau der Jahrhundertwende, baugeschichtlich und stadtentwicklungsgeschichtlich von Bedeutung. | 09216692 |
|                                         | Mietshaus in offener Bebauung | Kesselsdorfer Straße 46 (Karte)                   | um 1895 (Mietshaus)                                                       | Klinkerbau um 1895 mit historisierender Putz- und Natursteingliederung, baugeschichtlich und stadtentwicklungsgeschichtlich bedeutend. | 09216693 |
|                                         | Wohn- und Geschäftshaus in Ecklage und offener Bebauung | Kesselsdorfer Straße 50 (Karte)                   | bezeichnet 1893 (Wohn- und Geschäftshaus)                                 | repräsentativer, historisierender Klinkerbau von 1893, Lage durch verbrochene Ecke und Risalite betont, durch Turmaufbau und Balkongestaltungen dominiert, baugeschichtlich und stadtentwicklungsgeschichtlich von Bedeutung. | 09210707 |
|                                         | Wohn- und Geschäftshaus in offener Bebauung | Kesselsdorfer Straße 52 (Karte)                   | um 1900 (Wohn- und Geschäftshaus)                                         | historisierender Putzbau der Jahrhundertwende, baugeschichtlich und stadtentwicklungsgeschichtlich von Bedeutung. | 09210802 |
|                                         | Schwerter-Heim | Kesselsdorfer Straße 60; 62 (Karte)               | bezeichnet 1899–1900 (Doppelmietshaus)                                    | Doppelmietshaus; Teil einer Anlage aus zwei markanten Bauten (siehe auch Schwerter-Heim Emil-Ueberall-Straße 29/31), ursprünglich als Logengebäude und Unterkunft für junge Männer erbaut, historisierende Klinkerfassade und Natursteinsockelgeschoss, baugeschichtlich, ortsgeschichtlich und sozialgeschichtlich bedeutend. | 09210800 |
|                                         | Wohn- und Geschäftshaus in Ecklage und offener Bebauung | Kesselsdorfer Straße 64 (Karte)                   | um 1900 (Wohn- und Geschäftshaus)                                         | repräsentativer, historisierender Klinkerbau der Jahrhundertwende, Lage durch verbrochene Ecke und Risalite betont, durch Turmaufbau und Balkongestaltungen dominiert, baugeschichtlich und stadtentwicklungsgeschichtlich von Bedeutung. | 09210785 |
|                                         | Wohn- und Geschäftshaus in Ecklage und offener Bebauung | Kesselsdorfer Straße 66 (Karte)                   | um 1900 (Wohn- und Geschäftshaus)                                         | historisierende Fassade durch verschiedenfarbene Klinker gestaltet und strukturiert, Lage durch Turmaufbau, verbrochene Ecke und Risalite betont, baugeschichtlich und stadtentwicklungsgeschichtlich von Bedeutung. | 09210786 |
|                                         | Wohn- und Geschäftshaus in offener Bebauung | Kesselsdorfer Straße 72 (Karte)                   | um 1910 (Wohn- und Geschäftshaus)                                         | historisierender Putzbau mit Natursteingliederung und dezentem Dekor, baugeschichtlich und stadtentwicklungsgeschichtlich von Bedeutung. | 09210787 |
|                                         | Mietshaus in offener Bebauung | Lübecker Straße 11 (Karte)                        | vor 1905 (Mietshaus)                                                      | stadtteiltypisches Würfelhaus des ausgehenden 19. Jahrhunderts mit historisierender Putzfassade, baugeschichtlich und stadtentwicklungsgeschichtlich von Bedeutung. | 09210651 |
|                                         | Mietshaus in Ecklage und halboffener Bebauung | Lübecker Straße 23 (Karte)                        | um 1900 (Mietshaus)                                                       | historisierender Bau mit markanter Klinkerfassade, belebt durch gliedernde und schmückende Elemente in Werkstein, hervorgehoben die verbrochene Ecke mit Turmaufsatz, baugeschichtlich bedeutend. | 09300477 |
|                                         | Mietshaus mit Einfriedung in offener Bebauung und Ecklage | Malterstraße 22 (Karte)                           | 1911, nach Adressbuch (Mietshaus)                                         | Bau von 1911 mit Putzfassade und Jugendstildekor, Natursteinsockel, charakterisiert durch verschieferten geschwungenen Gibel, baugeschichtlich und stadtentwicklungsgeschichtlich von Bedeutung. | 09210780 |
|                                         | Wohnhaus in offener Bebauung | Malterstraße 23 (Karte)                           | bezeichnet 1932 (Wohnhaus)                                                | zeittypischer Wohnbau von 1932 mit verputzter Lochfassade und rückwärtigen, durch Klinker akzentuierten Balkonen, Stuckdekor, baugeschichtlich und stadtentwicklungsgeschichtlich von Bedeutung. | 09210777 |
|                                         | Mietshaus in Ecklage und offener Bebauung | Malterstraße 27 (Karte)                           | um 1895 (Mietshaus)                                                       | repräsentativer, historisierender Klinkerbau mit Natursteingliederung, Lage durch verbrochene Ecke, Risalite und Giebel betont, baugeschichtlich und stadtentwicklungsgeschichtlich von Bedeutung. | 09210776 |
|                                         | Mietshaus mit Einfriedung in Ecklage und offener Bebauung | Malterstraße 28 (Karte)                           | um 1895 (Mietshaus)                                                       | historisierender Klinkerbau, Lage durch verbrochene Ecke und Turmaufbau betont, baugeschichtlich und stadtentwicklungsgeschichtlich von Bedeutung. | 09216694 |
|                                         | Mietshaus mit Einfriedung in Ecklage und offener Bebauung | Malterstraße 29 (Karte)                           | um 1895 (Mietshaus)                                                       | repräsentativer, historisierender Klinkerbau, Lage durch verbrochene Ecke, Risalite und dominierenden Turmaufbau betont, baugeschichtlich und stadtentwicklungsgeschichtlich von Bedeutung. | 09210774 |
|                                         | Mietshaus mit Einfriedung in Ecklage und offener Bebauung | Malterstraße 30 (Karte)                           | bezeichnet 1899 (Mietshaus)                                               | repräsentativer Bau mit historisierender Klinkerfassade von 1899, Lage durch verbrochene Ecke, Giebel und dominierenden Turmaufbau betont, baugeschichtlich und stadtentwicklungsgeschichtlich von Bedeutung, | 09210775 |
|                                         | Mietshaus mit Einfriedung in offener Bebauung | Malterstraße 31 (Karte)                           | um 1895 (Mietshaus)                                                       | zeittypischer, historisierender Putzbau um 1895, baugeschichtlich und stadtentwicklungsgeschichtlich von Bedeutung. | 09216695 |
|                                         | Wohnhauszeile | Oederaner Straße 3; 5; 7; 9; 11 (Karte)           | um 1895 (Arbeiterwohnhaus)                                                | Werkswohnungen für Arbeiter der »Aktiengesellschaft für Glasindustrie vorm. Friedrich Siemens«, eines der letzten Zeugnisse der sehr bedeutenden Glasproduktion im Glaswerk Löbtau, schlichte Putzbauten, Häuserzeile strukturiert und mittig betont durch Risalite, baugeschichtlich, sozialgeschichtlich und stadtentwicklungsgeschichtlich bedeutend. | 09216658 |
|                                         | Mietshaus in geschlossener Bebauung | Oederaner Straße 4 (Karte)                        | um 1895 (Mietshaus)                                                       | zeittypischer Bau mit Klinkerfassade, Teil einer geschlossenen, homogenen Häuserzeile des späten Historismus, baugeschichtlich und stadtentwicklungsgeschichtlich bedeutend. | 09216657 |
|                                         | Mietshaus in geschlossener Bebauung | Oederaner Straße 6 (Karte)                        | um 1895 (Mietshaus)                                                       | zeittypischer Bau mit Klinkerfassade, Teil einer geschlossenen, homogenen Häuserzeile des späten Historismus, baugeschichtlich und stadtentwicklungsgeschichtlich bedeutend. | 09216656 |
|                                         | Mietshaus in geschlossener Bebauung | Oederaner Straße 8 (Karte)                        | um 1895 (Mietshaus)                                                       | zeittypischer Bau mit Klinkerfassade, Teil einer geschlossenen, homogenen Häuserzeile des späten Historismus, baugeschichtlich und stadtentwicklungsgeschichtlich bedeutend. | 09216655 |
|                                         | Mietshaus in geschlossener Bebauung | Oederaner Straße 10 (Karte)                       | um 1895 (Mietshaus)                                                       | zeittypischer Bau mit Klinkerfassade, Teil einer geschlossenen, homogenen Häuserzeile des späten Historismus, baugeschichtlich und stadtentwicklungsgeschichtlich bedeutend. | 09216654 |
|                                         | Mietshaus in geschlossener Bebauung | Oederaner Straße 12 (Karte)                       | bezeichnet 1897 (Mietshaus)                                               | zeittypischer Bau mit Klinkerfassade, Teil einer geschlossenen, homogenen Häuserzeile des späten Historismus, baugeschichtlich und stadtentwicklungsgeschichtlich bedeutend. | 09216653 |
|                                         | Wohnhausgruppe | Oederaner Straße 13; 15; 17 (Karte)               | 1899–1900 (Eisenbahnerwohnhaus)                                           | für Beamte und Arbeiter der Königl. Sächs. Staatseisenbahnen errichtet, wohl die bemerkenswerteste gründerzeitliche Anlage des Werkswohnungsbaus in Dresden, opulente Klinkerfassade, im Stil der Deutschen Neorenaissance mit hohen Risaliten, Eckquaderungen, rustizierten Eingängen usw. errichtet, ausgesprochen repräsentativ in seiner Gesamtwirkung, besondere Innenhofgestaltung, auch die über halbrundem Grundriss angelegten Treppenhäuser bemerkenswert, baugeschichtlich und stadtentwicklungsgeschichtlich sowie künstlerisch bedeutend. | 09210739 |
|                                         | Mietshaus in geschlossener Bebauung | Oederaner Straße 14 (Karte)                       | um 1895 (Mietshaus)                                                       | zeittypischer Bau mit Klinkerfassade, Teil einer geschlossenen, homogenen Häuserzeile des späten Historismus, baugeschichtlich und stadtentwicklungsgeschichtlich bedeutend. | 09216652 |
|                                         | Mietshaus in geschlossener Bebauung | Oederaner Straße 16 (Karte)                       | um 1895 (Mietshaus)                                                       | zeittypischer Bau mit Klinkerfassade, Teil einer geschlossenen, homogenen Häuserzeile des späten Historismus, baugeschichtlich und stadtentwicklungsgeschichtlich bedeutend. | 09216651 |
|                                         | Mietshaus in geschlossener Bebauung | Oederaner Straße 18 (Karte)                       | um 1895 (Mietshaus)                                                       | zeittypischer Bau mit Klinkerfassade, Teil einer geschlossenen, homogenen Häuserzeile des späten Historismus, baugeschichtlich und stadtentwicklungsgeschichtlich bedeutend. | 09216650 |
|                                         | Mietshaus in geschlossener Bebauung | Oederaner Straße 20 (Karte)                       | um 1895 (Mietshaus)                                                       | zeittypischer Bau mit Klinkerfassade, Teil einer geschlossenen, homogenen Häuserzeile des späten Historismus, baugeschichtlich und stadtentwicklungsgeschichtlich bedeutend. | 09216649 |
|                                         | Mietshaus in Ecklage und geschlossener Bebauung | Oederaner Straße 22 (Karte)                       | um 1895 (Mietshaus)                                                       | zeittypischer Bau mit Klinkerfassade, Teil einer geschlossenen, homogenen Häuserzeile des späten Historismus, baugeschichtlich und stadtentwicklungsgeschichtlich bedeutend. | 09216648 |
|                                         | Häuserzeile einer Wohnanlage im Geviert zwischen Ebertplatz, Freiberger Straße, Oederaner Straße und Saxoniastraße (Einzeldenkmale zu ID-Nr. 09306548)                                  | Oederaner Straße 24; 26; 28 (Karte)               | 1920–1921 (Mehrfamilienwohnhaus)                                          | Einzeldenkmale o. g. Sachgesamtheit: Häuserzeile (Oederaner Straße 24/26/28 mit Saxoniastraße 18/20/22/24/28) einer Wohnanlage vom Dresdner Spar- und Bauverein im Geviert zwischen Ebertplatz, Freiberger Straße, Oederaner Straße und Saxoniastraße; Anlage bestehend aus zwei Flügeln, die sich um einen Wohnhof legen, Teil zum Ebertplatz mit straßenbildprägender Rundung ausbildet, im Hofbereich eine weitere Häuserzeile, auf der Seite zur Saxoniastraße gleiten die L-förmigen Flügelenden in den Hofbereich, städtebaulich markante Wohnanlage aus Wilhelminischer Zeit, zudem von ortsbildprägender Bedeutung (siehe auch Ebertplatz 1–3b, Freiberger Straße 113–121 und Saxoniastraße 12–16). | 09210735 |
|                                         | Mietshaus in halboffener Bebauung | Pennricher Straße 1 (Karte)                       | um 1895 (Mietshaus)                                                       | historisierender Klinkerbau mit Natursteinsockelgeschoss, Lage durch verbrochene Ecke und Giebel betont, baugeschichtlich und stadtentwicklungsgeschichtlich von Bedeutung. | 09210724 |
|                                         | Wohnanlage | Pennricher Straße 13; 15; 17 (Karte)              | 1928, nach Adressbuch (Mehrfamilienwohnhaus)                              | Häuserzeile mit drei Wohnhäusern von 1928, Putzfassade mit expressionistischen Gestaltungselementen, baugeschichtlich und stadtentwicklungsgeschichtlich von Bedeutung. | 09216696 |
|                                         | Doppelmietshaus in offener Bebauung und Teilen der seitlichen Einfriedung | Rudolf-Renner-Straße 33; 35 (Karte)               | um 1895 (Doppelmietshaus)                                                 | historisierende Klinkerbauten mit Natursteinsockelgeschoss, Lage durch verbrochene Ecken, Giebel und Turmaufbauten betont, baugeschichtlich und stadtentwicklungsgeschichtlich von Bedeutung. | 09210722 |
|                                         | Doppelmietshaus in Ecklage und halboffener Bebauung | Rudolf-Renner-Straße 34; 36 (Karte)               | bezeichnet 1900 (Doppelmietshaus)                                         | Gebäude mit Klinkerfassade und historisierender Natursteingliederung sowie -sockelgeschoss, floraler Schmuck, Lage durch verbrochene Ecken, Giebel und Türmchen betont, baugeschichtlich und stadtentwicklungsgeschichtlich von Bedeutung. | 09210752 |
|                                         | Doppelmietshaus in offener Bebauung | Rudolf-Renner-Straße 37; 39 (Karte)               | um 1895 (Doppelmietshaus)                                                 | Gebäude mit Klinkerfassade, historisierende Gliederung und filigranes Dekor, Natursteinsockelgeschoss, Lage durch verbrochene Ecken betont, baugeschichtlich und stadtentwicklungsgeschichtlich von Bedeutung. | 09216697 |
|                                         | Mietshaus in Ecklage und halboffener Bebauung | Rudolf-Renner-Straße 38 (Karte)                   | um 1895 (Mietshaus)                                                       | zeittypische Klinkerfassade mit Jugendstilelementen, Natursteinsockelgeschoss, Lage durch Giebel und Turm betont, baugeschichtlich und stadtentwicklungsgeschichtlich von Bedeutung. | 09210759 |
|                                         | Mietshaus in Ecklage und offener Bebauung | Rudolf-Renner-Straße 41 (Karte)                   | um 1895 (Mietshaus)                                                       | Gebäude der Jahrhundertwende mit Klinkerfassade und Natursteingliederung, Lage durch verbrochene Ecken betont, baugeschichtlich und stadtentwicklungsgeschichtlich von Bedeutung. | 09210760 |
|                                         | Mietshaus in Ecklage und offener Bebauung | Rudolf-Renner-Straße 44 (Karte)                   | um 1895 (Mietshaus)                                                       | repräsentatives Gebäude mit Klinkerfassade und historisierender Natursteingliederung, Lage durch verbrochene Ecke, Balkone und Turmaufbau betont, baugeschichtlich und stadtentwicklungsgeschichtlich von Bedeutung. | 09210765 |
|                                         | Mietshaus in Ecklage und offener Bebauung | Rudolf-Renner-Straße 50 (Karte)                   | um 1895 (Mietshaus)                                                       | zeittypisches Gebäude mit Klinkerfassade und historisierender Natursteingliederung, Lage durch verbrochene Ecke und Turmaufbau betont, baugeschichtlich und stadtentwicklungsgeschichtlich von Bedeutung. | 09210709 |
|                                         | Mietshaus mit seitlicher Einfriedung in Ecklage und offener Bebauung | Rudolf-Renner-Straße 51 (Karte)                   | um 1895 (Mietshaus)                                                       | repräsentative Putzfassade um 1895, geprägt durch Eckerker, Türmchen und filigrane Balkone, baugeschichtlich und stadtentwicklungsgeschichtlich von Bedeutung. | 09210710 |
|                                         | Wohn- und Geschäftshaus in offener Bebauung | Rudolf-Renner-Straße 52 (Karte)                   | 1911, nach Adressbuch (Wohn- und Geschäftshaus)                           | bemerkenswertes Gebäude von 1911 mit stark strukturierter Putzfassade und Reformstilanklängen, baugeschichtlich und stadtentwicklungsgeschichtlich von Bedeutung. | 09210708 |
|                                         | Wohn- und Geschäftshaus in Ecklage und offener Bebauung | Rudolf-Renner-Straße 55 (Karte)                   | um 1900 (Wohn- und Geschäftshaus)                                         | repräsentatives Gebäude mit Klinkerfassade und historisierender Natursteingliederung, Lage durch verbrochene Ecke, Balkone und dominierenden Turmaufbau betont, baugeschichtlich und stadtentwicklungsgeschichtlich von Bedeutung. | 09210706 |
|                                         | Mietshaus in geschlossener Bebauung | Saxoniastraße 1 (Karte)                           | bezeichnet 1897 (Mietshaus)                                               | zeittypischer Bau von 1897 mit historisierender Klinkerfassade, baugeschichtlich und stadtentwicklungsgeschichtlich von Bedeutung. | 09210751 |
| Weitere Bilder                          | Häuserzeile einer Wohnanlage im Geviert zwischen Ebertplatz, Freiberger Straße, Oederaner Straße und Saxoniastraße (Einzeldenkmale zu ID-Nr. 09306548)                                  | Saxoniastraße 2; 4 6; 8; 10 (Karte)               | 1920–1921 (Mehrfamilienwohnhaus)                                          | Einzeldenkmale o. g. Sachgesamtheit: Häuserzeile (Ebertplatz 1/1b/2/2b/3/3b mit Freiberger Straße 113/115/117/119/121 und Saxoniastraße 2/4/6/8/10) einer Wohnanlage vom Dresdner Spar- und Bauverein im Geviert zwischen Ebertplatz, Freiberger Straße, Oederaner Straße und Saxoniastraße; Anlage bestehend aus zwei Flügeln, die sich um einen Wohnhof legen, Teil zum Ebertplatz mit straßenbildprägender Rundung ausbildet, im Hofbereich eine weitere Häuserzeile, auf der Seite zur Saxoniastraße gleiten die L-förmigen Flügelenden in den Hofbereich, städtebaulich markante Wohnanlage aus Wilhelminischer Zeit, zudem von ortsbildprägender Bedeutung (siehe auch Oederaner Straße 24–28 und Saxoniastraße 12–28). | 09210738 |
|                                         | Mietshaus in halboffener Bebauung | Saxoniastraße 3 (Karte)                           | bezeichnet 1896 (Mietshaus)                                               | zeittypischer Bau von 1896 mit historisierender Klinkerfassade und Natursteingliederung, Lage durch verbrochene und erhöhte Ecke betont, Pendant zu Nummer 5, baugeschichtlich und stadtentwicklungsgeschichtlich von Bedeutung. | 09216679 |
|                                         | Mietshaus in halboffener Bebauung | Saxoniastraße 5 (Karte)                           | bezeichnet 1897 (Mietshaus)                                               | zeittypischer Bau von 1897 mit historisierender Klinkerfassade und Natursteingliederung, Lage durch verbrochene und erhöhte Ecke betont, Pendant zu Nummer 3, baugeschichtlich und stadtentwicklungsgeschichtlich von Bedeutung. | 09216680 |
|                                         | Ehemaliges Gewerbegebäude in offener Bebauung im Hofbereich | Saxoniastraße 5a (Karte)                          | um 1900 (Gewerbegebäude)                                                  | als Nutzbau mit Klinkerfassade, Giebel und Sandsteingewänden recht aufwendig gestaltet, war Holz-Kohlen-Handlung sowie Möbeltransport und Lagerung, charakteristisches spätgründerzeitliches Hintergebäude, zudem sozialgeschichtlich bedeutsam. | 09210740 |
|                                         | Drei Wohnhäuser einer Wohnanlage im Geviert zwischen Ebertplatz, Freiberger Straße, Oederaner Straße und Saxoniastraße (Einzeldenkmale zu ID-Nr. 09306548)                              | Saxoniastraße 12; 14; 16 (Karte)                  | 1920–1921 (Mehrfamilienwohnhaus)                                          | Einzeldenkmale o. g. Sachgesamtheit: drei Wohnhäuser einer Wohnanlage vom Dresdner Spar- und Bauverein im Geviert zwischen Ebertplatz, Freiberger Straße, Oederaner Straße und Saxoniastraße; Anlage bestehend aus zwei Flügeln, die sich um einen Wohnhof legen, Teil zum Ebertplatz mit straßenbildprägender Rundung ausbildet, im Hofbereich eine weitere Häuserzeile, auf der Seite zur Saxoniastraße gleiten die L-förmigen Flügelenden in den Hofbereich, städtebaulich markante Wohnanlage aus Wilhelminischer Zeit, zudem von ortsbildprägender Bedeutung (siehe auch Ebertplatz 1–3b, Oederaner Straße 24–28, Freiberger Straße 113–121 und Saxoniastraße 18–28). | 09216630 |
|                                         | Häuserzeile einer Wohnanlage im Geviert zwischen Ebertplatz, Freiberger Straße, Oederaner Straße und Saxoniastraße (Einzeldenkmale zu ID-Nr. 09306548)                                  | Saxoniastraße 18; 20; 22; 24; 26; 28 (Karte)      | 1920–1921 (Mehrfamilienwohnhaus)                                          | Einzeldenkmale o. g. Sachgesamtheit: Häuserzeile (Oederaner Straße 24/26/28 mit Saxoniastraße 18/20/22/24/28) einer Wohnanlage vom Dresdner Spar- und Bauverein im Geviert zwischen Ebertplatz, Freiberger Straße, Oederaner Straße und Saxoniastraße; Anlage bestehend aus zwei Flügeln, die sich um einen Wohnhof legen, Teil zum Ebertplatz mit straßenbildprägender Rundung ausbildet, im Hofbereich eine weitere Häuserzeile, auf der Seite zur Saxoniastraße gleiten die L-förmigen Flügelenden in den Hofbereich, städtebaulich markante Wohnanlage aus Wilhelminischer Zeit, zudem von ortsbildprägender Bedeutung (siehe auch Ebertplatz 1–3b, Freiberger Straße 113–121 und Saxoniastraße 12–16). | 09210735 |
|                                         | Mietshaus in offener Bebauung | Stollestraße 23 (Karte)                           | um 1895 (Mietshaus)                                                       | stadtteiltypisches Würfelhaus des ausgehenden 19. Jahrhunderts mit historisierender Putzfassade und charakterisiert durch Mittelrisalit, baugeschichtlich und stadtentwicklungsgeschichtlich von Bedeutung. | 09210764 |
|                                         | Mietshaus in offener Bebauung | Stollestraße 24 (Karte)                           | um 1895 (Mietshaus)                                                       | stadtteiltypisches Würfelhaus des ausgehenden 19. Jahrhunderts mit historisierender Klinkerfassade, baugeschichtlich und stadtentwicklungsgeschichtlich von Bedeutung. | 09210763 |
|                                         | Mietshaus in offener Bebauung | Stollestraße 30 (Karte)                           | um 1895 (Mietshaus)                                                       | stadtteiltypisches Würfelhaus des ausgehenden 19. Jahrhunderts mit historisierender Klinkerfassade, baugeschichtlich und stadtentwicklungsgeschichtlich von Bedeutung. | 09210762 |
|                                         | Mietshaus in Ecklage und offener Bebauung | Stollestraße 36 (Karte)                           | um 1895 (Mietshaus)                                                       | zeittypischer Bau von 1897 mit historisierender Klinkerfassade und Natursteingliederung, Lage durch verbrochene und erhöhte Ecke betont, Pendant zu Nummer 3, baugeschichtlich und stadtentwicklungsgeschichtlich von Bedeutung. | 09210766 |
|                                         | Mietshaus mit Einfriedung in offener Bebauung | Stollestraße 39 (Karte)                           | um 1910 (Mietshaus)                                                       | zeittypischer Putzbau um 1910, geprägt von dominantem Giebel, Loggien, Balkonen, Erker und sparsamen Dekor, mit originaler Flur- und Treppenhausausstattung, baugeschichtlich von Bedeutung. | 09210779 |
|                                         | Mietshaus mit Einfriedung in offener Bebauung | Stollestraße 41 (Karte)                           | um 1910 (Mietshaus)                                                       | zeittypischer Putzbau mit Reformstilelementen, geprägt von Giebel und Balkonen, mit bauzeitlicher Flur- und Treppenhausausstattung, baugeschichtlich von Bedeutung. | 09210778 |
|                                         | Doppelmietshaus in offener Bebauung | Wernerplatz 3 (Karte)                             | um 1895 (Doppelmietshaus)                                                 | Doppelmietshaus (Columbusstraße 8 und Wernerplatz 3) in offener Bebauung; zeittypischer Bau der Jahrhundertwende mit Klinker-Fassade und historisierender Natursteingliederung, Lage betont durch verbrochene Ecke und Turmaufbauten, baugeschichtlich und stadtentwicklungsgeschichtlich von Bedeutung. | 09210698 |
|                                         | Wohnhausgruppe in Ecklage | Wernerstraße 12; 14 (Karte)                       | um 1895 (Mietshaus)                                                       | Wohnhausgruppe in Ecklage (Wernerstraße 12/14 und Columbusstraße 11); Gruppe aus drei Mietshäusern mit historisierenden Klinkerfassaden und Natursteinsockelgeschoss, baugeschichtlich und stadtentwicklungsgeschichtlich bedeutend. | 09216683 |
|                                         | Wohnhausgruppe aus drei Mietshäusern | Wernerstraße 16; 18; 20 (Karte)                   | um 1900 (Mietshaus)                                                       | straßenbildprägende Bauten vom Anfang des 20. Jahrhunderts mit Klinkerfassade und Natursteinsockelgeschoss, geprägt von übergiebelten Risaliten und Turmaufbauten, baugeschichtlich und stadtentwicklungsgeschichtlich von Bedeutung. | 09210696 |
|                                         | Doppelmietshaus in Ecklage und halboffener Bebauung | Wernerstraße 19; 21 (Karte)                       | bezeichnet 1899 (Doppelmietshaus)                                         | Bau von 1899 mit Klinkerfassade und historisierender Natursteingliederung und Jugendstilelementen, baugeschichtlich und stadtentwicklungsgeschichtlich von Bedeutung. | 09210695 |
| Weitere Bilder                          | Friedenskirche Löbtau | Wernerstraße 32 (Karte)                           | 1889–1891 (Evangelische-luth. Kirche), 1949 (Einsetzen der Notkirche)     | Evangelisch-lutherische Kirche mit Kirchenausstattung; evangelische Pfarrkirche von Löbtau, von dem historisierenden Bau von Christian Friedrich Arnold (1823–1890) ist nur noch der markante ortsbildprägende Westturm und Teile des Kirchenschiffs erhalten, in die beräumte Ruine 1949 eine hölzerne Typenkirche (Notkirche) von Otto Bartning (1883–1959) gesetzt, ortsgeschichtlich bedeutender Kirchenbau des ausgehenden 19. Jahrhunderts, die Notkirche ist eines der wenigen noch erhaltenen baulichen Zeugnisse der Architektur in Sachsen kurz nach 1945 mit Seltenheitswert und ein architektonisch interessantes Beispiel für die Wiedernutzbarmachung eines im Krieg teilweise zerstörten Sakralbaus, aus diesem Grunde und als Bau Bartnings sowohl baugeschichtlich als auch kirchengeschichtlich bedeutsam. | 09210694 |

## Löbtau-Süd
| Bild                                    | Bezeichnung | Lage                                                       | Datierung                                                        | Beschreibung | ID       |
| --------------------------------------- | --- | ---------------------------------------------------------- | ---------------------------------------------------------------- | --- | -------- |
| Direkt Bild zu diesem Denkmal hochladen | Denkmalschutzgebiet Löbtau | (Karte)                                                    |                                                                  | Denkmalschutzgebiet Löbtau (Satzung vom 18.03 1999); geschichtliche, künstlerische, städtebauliche und landschaftsgestalterische Bedeutung. | 09306458 |
|                                         | Mietshaus in Ecklage und offener Bebauung | Altfrankener Straße 5 (Karte)                              | um 1890 (Mietshaus)                                              | zeittypischer, schlichter Bau vom Ende des 19. Jahrhunderts mit Klinkerfassade und historisierender Natursteingliederung, Lage durch verbrochene Ecke und Dachaufbau betont, baugeschichtlich und stadtentwicklungsgeschichtlich von Bedeutung. | 09210620 |
|                                         | Villa | Altfrankener Straße 11 (Karte)                             | um 1875 (Villa)                                                  | gründerzeitlicher Villenbau mit schlichter Putzfassade, charakterisiert durch Ecktürmchen, baugeschichtlich und stadtentwicklungsgeschichtlich von Bedeutung. | 09210623 |
|                                         | Stein mit Inschrift, Schlägel und Eisen sowie Merkurstab | Anton-Weck-Straße 1 (bei) (Karte)                          | 1881 (Gedenkstein)                                               | bezeichnet 1781 und 1881, Stab deutet auf Kohlenhandel aus dem Plauenschen Grund hin, als Zeugnis des Straßenbauwesens im 18. und 19. Jahrhundert (Begrenzung Kohlenstraße) von dokumentarischem Wert für Verkehrsgeschichte, außerdem wirtschaftsgeschichtlich von Bedeutung. | 09216627 |
|                                         | Mietshaus in offener Bebauung | Anton-Weck-Straße 2 (Karte)                                | um 1885 (Mietshaus)                                              | späthistoristischer Bau vom Ende des 19. Jahrhunderts mit Putzfassade und Natursteingliederung, baugeschichtlich und stadtentwicklungsgeschichtlich von Bedeutung. | 09210682 |
|                                         | Volks- und Schulbad Löbtau; jetzt Kindergarten | Badweg 1 (Karte)                                           | 1901–1902 (Badeanstalt)                                          | Ehemalige Badeanstalt; »Oeffentliche Brauseanstalt« bzw. Volks- und Schulbad (in Verbindung mit der XIV. Bürgerschule Löbtau, Clara-Viebig Straße 20, ID-Nr. 09210635) war als Volksbad Löbtau noch bis 1994 in Nutzung, heute Kindergarten mit rückwärtigem Anbau, Putzfassade geprägt von durch Klinker akzentuierten Rundbogenfenstern, baugeschichtlich, ortsgeschichtlich und sozialgeschichtlich von Bedeutung. | 09218993 |
|                                         | Mietshausgruppe in offener Bebauung | Bonhoefferplatz 2 (Karte)                                  | um 1895 (Mietshaus)                                              | Mietshausgruppe (Bonhoefferplatz 2, Döhlener Straße 34 und Reisewitzer Straße 49) in offener Bebauung; charakteristische, historisierende Wohnbauten des ausgehenden 19. Jahrhunderts mit Klinker-Sandstein-Fassade, belebt von verschiedenartigem Dekor, baugeschichtlich bedeutend, zudem als Teil des Bonhoefferplatzes stadtentwicklungsgeschichtlich von Belang. | 09216632 |
|                                         | Doppelmietshaus in Ecklage und halboffener Bebauung, mit seitlicher Toreinfahrt | Bonhoefferplatz 4; 5 (Karte)                               | um 1895 (Doppelmietshaus)                                        | zeittypischer Bau mit Klinkerfassade und historisierender Natursteingliederung, Sandsteinsockelgeschoss, Lage durch verbrochene Ecke betont, baugeschichtlich bedeutend, zudem als Teil des Bonhoefferplatzes stadtentwicklungsgeschichtlich von Belang. | 09210675 |
|                                         | Mietshaus in geschlossener Bebauung | Bonhoefferplatz 8 (Karte)                                  | um 1895 (Mietshaus)                                              | zeittypischer Bau mit Klinkerfassade und historisierender Natursteingliederung, Sandsteinsockelgeschoss, baugeschichtlich bedeutend, zudem als Teil des Bonhoefferplatzes stadtentwicklungsgeschichtlich von Belang. | 09216629 |
|                                         | Mietshaus in geschlossener Bebauung | Bonhoefferplatz 11 (Karte)                                 | um 1895 (Mietshaus)                                              | repräsentativer, zeittypischer Bau mit Klinkerfassade und historisierender Natursteingliederung, Sandsteinsockelgeschoss, baugeschichtlich bedeutend, zudem als Teil des Bonhoefferplatzes stadtentwicklungsgeschichtlich von Belang. | 09210661 |
|                                         | Clara-Zetkin-Denkmal | Bonhoefferplatz 11 (gegenüber) (Karte)                     | 1952–1953 (Denkmal)                                              | Denkmal aus Büste, Sandsteinstele und Unterbau; als charakteristisches DDR-Bildwerk der Frühphase des »Sozialistischen Realismus« und als Werk des seinerzeit bekannten Bildhauers Johannes Friedrich Rogge (1898–1983) kunsthistorisch von Bedeutung, zudem Beispiel der DDR-Gedenk-Kultur, die vielfach bedeutende Persönlichkeiten, hier Clara Zetkin, der Arbeiterbewegung zum Gegenstand hatte. | 09306764 |
|                                         | Mietshaus in Ecklage und halboffener Bebauung, mit seitlicher Einfriedung | Bonhoefferplatz 12 (Karte)                                 | um 1895 (Mietshaus)                                              | zeittypischer Bau mit Klinkerfassade und historisierender Natursteingliederung, Sandsteinsockelgeschoss, Lage durch verbrochene Ecke, Türmchen und Giebel betont, baugeschichtlich bedeutend, zudem als Teil des Bonhoefferplatzes stadtentwicklungsgeschichtlich von Belang. | 09210660 |
|                                         | Mietshaus in Ecklage und halboffener Bebauung, mit seitlicher Einfriedung | Bonhoefferplatz 13 (Karte)                                 | um 1895 (Mietshaus)                                              | zeittypischer Bau mit Klinkerfassade und historisierender Natursteingliederung, Sandsteinsockelgeschoss, Lage durch verbrochene Ecke und Turmaufbau betont, baugeschichtlich bedeutend, zudem als Teil des Bonhoefferplatzes stadtentwicklungsgeschichtlich von Belang, als Hotel genutzt. | 09210659 |
|                                         | Mietshaus in geschlossener Bebauung | Bonhoefferplatz 14 (Karte)                                 | um 1895 (Mietshaus)                                              | zeittypischer Bau mit Klinkerfassade und historisierender Natursteingliederung, Sandsteinsockelgeschoss, baugeschichtlich bedeutend, zudem als Teil des Bonhoefferplatzes stadtentwicklungsgeschichtlich von Belang. | 09210658 |
|                                         | Mietshaus in Ecklage und halboffener Bebauung | Bonhoefferplatz 15 (Karte)                                 | um 1895 (Mietshaus)                                              | zeittypischer Bau mit Klinkerfassade und historisierender Natursteingliederung, Sandsteinsockelgeschoss, Lage durch verbrochene Ecke und Türmchen betont, baugeschichtlich bedeutend, zudem als Teil des Bonhoefferplatzes stadtentwicklungsgeschichtlich von Belang. | 09210657 |
|                                         | Mietshaus in Ecklage und geschlossener Bebauung | Bonhoefferplatz 16 (Karte)                                 | um 1895 (Mietshaus)                                              | zeittypischer Bau mit Klinkerfassade und historisierender Natursteingliederung, Sandsteinsockelgeschoss, Lage durch verbrochene Ecke und Türmchen betont, baugeschichtlich bedeutend, zudem als Teil des Bonhoefferplatzes stadtentwicklungsgeschichtlich von Belang. | 09210642 |
|                                         | Mietshaus in geschlossener Bebauung | Bonhoefferplatz 17 (Karte)                                 | um 1895 (Mietshaus)                                              | zeittypischer Bau mit Klinkerfassade und historisierender Natursteingliederung, Sandsteinsockelgeschoss, baugeschichtlich bedeutend, zudem als Teil des Bonhoefferplatzes stadtentwicklungsgeschichtlich von Belang. | 09210643 |
|                                         | Doppelmietshaus in geschlossener Bebauung | Bonhoefferplatz 18; 19 (Karte)                             | um 1895 (Doppelmietshaus)                                        | repräsentative Bauten mit Klinkerfassade und historisierender Natursteingliederung, Sandsteinsockelgeschoss, Eingänge jeweils durch Risalit und Turmabschluss betont und damit gestalterisch zusammengefasst, baugeschichtlich bedeutend, zudem als Teil des Bonhoefferplatzes stadtentwicklungsgeschichtlich von Belang. | 09210644 |
|                                         | Mietshaus in geschlossener Bebauung | Bonhoefferplatz 20 (Karte)                                 | um 1895 (Mietshaus)                                              | zeittypischer Bau mit Klinkerfassade und historisierender Natursteingliederung, Sandsteinsockelgeschoss, baugeschichtlich bedeutend, zudem als Teil des Bonhoefferplatzes stadtentwicklungsgeschichtlich von Belang. | 09210646 |
|                                         | Mietshaus in geschlossener Bebauung und Ecklage | Bonhoefferplatz 21 (Karte)                                 | um 1895 (Mietshaus)                                              | zeittypischer Bau mit Klinkerfassade und historisierender Natursteingliederung, Sandsteinsockelgeschoss, Lage durch verbrochene Ecke und Turmaufbau betont, baugeschichtlich bedeutend, zudem als Teil des Bonhoefferplatzes stadtentwicklungsgeschichtlich von Belang. | 09210647 |
|                                         | Mietshaus in Ecklage und halboffener Bebauung | Bonhoefferplatz 22 (Karte)                                 | um 1900 (Mietshaus)                                              | zeittypischer Bau mit Klinkerfassade und historisierender Natursteingliederung, Sandsteinsockelgeschoss, Lage durch verbrochene Ecke und Balkone betont, baugeschichtlich bedeutend, zudem als Teil des Bonhoefferplatzes stadtentwicklungsgeschichtlich von Belang. | 09216631 |
|                                         | Mietshaus in geschlossener Bebauung | Bonhoefferplatz 23 (Karte)                                 | um 1895 (Mietshaus)                                              | zeittypischer Bau mit Klinkerfassade und historisierender Natursteingliederung, Sandsteinsockelgeschoss, baugeschichtlich bedeutend, zudem als Teil des Bonhoefferplatzes stadtentwicklungsgeschichtlich von Belang. | 09210677 |
|                                         | Mietshaus in Ecklage und halboffener Bebauung | Bonhoefferplatz 24 (Karte)                                 | um 1895 (Mietshaus)                                              | zeittypischer Bau mit Klinkerfassade und historisierender Natursteingliederung, Sandsteinsockelgeschoss, Lage durch verbrochene Ecke und Türmchen betont, baugeschichtlich bedeutend, zudem als Teil des Bonhoefferplatzes stadtentwicklungsgeschichtlich von Belang. | 09210676 |
| Weitere Bilder                          | Mietshaus in geschlossener Bebauung | Bünauplatz 1 (Karte)                                       | um 1885 (Mietshaus)                                              | Bau um 1895 mit Klinkerfassade, Natursteingliederung und prägnantem Mittelrisalit, baugeschichtlich und stadtentwicklungsgeschichtlich von Bedeutung. | 09214056 |
| Weitere Bilder                          | Mietshaus in geschlossener Bebauung | Bünauplatz 2 (Karte)                                       | um 1900 (Mietshaus)                                              | Bau um 1895 mit Klinkerfassade, Natursteingliederung und prägnantem Mittelrisalit, baugeschichtlich und stadtentwicklungsgeschichtlich von Bedeutung. | 09216667 |
|                                         | Wohn- und Geschäftshausgruppe in offener Bebauung | Bünaustraße 2; 4 (Karte)                                   | um 1900 (Wohn- und Geschäftshaus)                                | Wohn- und Geschäftshausgruppe (Bünaustraße 2/4 und Kesselsdorfer Straße 21/23) in offener Bebauung; die prägnantere Seite mit Turmaufbauten und gestalterisch hervorgehobenem Mittelteil an der Kesselsdorfer Straße, ortsbildprägende Bedeutung, zudem einer der eindrucksvollsten Jahrhundertwendebauten von Löbtau. | 09210691 |
| Weitere Bilder                          | Sachgesamtheit Straßenbahnerheim Löbtau | Bünaustraße 4b; 6; 6b; 8; 8b (Karte)                       | bezeichnet 1912 (Wohnanlage)                                     | Sachgesamtheit Straßenbahnerheim Löbtau, mit einer Wohnhausgruppe und zwei Mehrfamilienhäusern als Einzeldenkmale (siehe ID-Nr. 09210652, Talstraße 4b/6/6b/8/8b) außerdem die massive Einfriedung, begleitende Grüngestaltung mit Hecken und eingefasste Rasenflächen sowie rückwärtige Schrebergartenanlage als Sachgesamtheitsteile; für Angestellte der Dresdner Straßenbahn von Stadtbaurat Hans Erlwein errichtet, Bauten mit für Erlwein typischem Formenrepertoire (Mansarddächer, Akzentuierung mit wenig Fassadenornamentik, hervorgehobene Eingangsbereiche, Fenster mit gesprosstem Oberlicht usw.), siedlungsgeschichtlich und sozialgeschichtlich bedeutende Anlage, auch architekturgeschichtlich von Belang. | 09210690 |
| Weitere Bilder                          | Wohnhausgruppe und zwei Mehrfamilienhäuser einer Wohnanlage (Einzeldenkmale zu ID-Nr. 09210690)                                                                                                  | Bünaustraße 4b; 6; 6b; 8; 8b (Karte)                       | bezeichnet 1912 (Mehrfamilienwohnhaus)                           | Einzeldenkmale o. g. Sachgesamtheit: Wohnhausgruppe und zwei Mehrfamilienhäuser einer Wohnanlage; für Angestellte der Dresdner Straßenbahn von Stadtbaurat Hans Erlwein errichtet, die beiden straßenseitigen Gebäude (Bünaustraße 6 und 8) über annähernd quadratischem Grundriss, der rückwärtige Gebäudetrakt mit drei Eingängen (Bünaustraße 4b/6b/8b) als Rechteckbau, Bauten mit für Erlwein typischem Formenrepertoire (Mansarddächer, Akzentuierung mit wenig Fassadenornamentik, hervorgehobene Eingangsbereiche, Fenster mit gesprosstem Oberlicht usw.), siedlungsgeschichtlich und sozialgeschichtlich bedeutende Anlage, als Bauten von Erlwein auch architekturgeschichtlich von Belang. | 09210652 |
|                                         | Doppelmietshaus in offener Bebauung | Bünaustraße 5; 7 (Karte)                                   | um 1900 (Doppelmietshaus)                                        | zeittypischer Mietshausbau der Jahrhundertwende mit historisierender Klinkerfassade, geprägt von Mittel- und Eckrisaliten sowie Ecktürmchen, baugeschichtlich und stadtentwicklungsgeschichtlich von Bedeutung. | 09216675 |
|                                         | Mietshaus in Ecklage und halboffener Bebauung | Bünaustraße 9 (Karte)                                      | um 1900 (Mietshaus)                                              | zeittypischer Klinkerbau mit historisierender Natursteingliederung, Lage durch verbrochene Ecke und Türmchen betont, baugeschichtlich und stadtentwicklungsgeschichtlich von Bedeutung. | 09216674 |
| Weitere Bilder                          | Kath. Pfarrkirche St. Antonius | Bünaustraße 10 (Karte)                                     | 1922–1923 (Kirche)                                               | Römisch-katholische Pfarrkirche; Gebäude aus Haupttrakt und modernem Anbau bestehend, von Rudolf Zacek in expressionistischen Formen gestaltet, Zeugnis des Kirchenbaus der Moderne, ortsgeschichtlich und baugeschichtlich von Bedeutung. 1969 Innenraum neugestaltet, seit 1978 mit Jehmlich-Orgel. | 09210688 |
|                                         | Mietshaus in Ecklage und halboffener Bebauung | Bünaustraße 11 (Karte)                                     | um 1895 (Mietshaus)                                              | repräsentativer Bau um 1895 mit Klinkerfassade und Natursteingliederung, Lage durch verbrochene Ecke, Balkone und Türmchen betont, baugeschichtlich bedeutend, zudem als Teil des Schillingplatzes ortsbildprägend und stadtentwicklungsgeschichtlich von Belang. | 09210687 |
| Weitere Bilder                          | Katholische Volksschule (ehem.); 35. Grundschule | Bünaustraße 12 (Karte)                                     | 1912 (Schule)                                                    | Schule mit Turnhalle; zeittypisches Beispiel vom Reformstil geprägter Schularchitektur u. a. von Martin Hammitzsch, ortsgeschichtlich und baugeschichtlich bedeutend, jetzt 35. Grundschule „Heinrich Graf von Bünau“. | 09210689 |
|                                         | Mietshaus in offener Bebauung | Bünaustraße 13 (Karte)                                     | um 1900 (Mietshaus)                                              | zeittypischer Mietshausbau der Jahrhundertwende mit historisierender Klinkerfassade, baugeschichtlich und stadtentwicklungsgeschichtlich von Bedeutung. | 09216676 |
|                                         | Doppelmietshaus in offener Bebauung | Bünaustraße 15; 17 (Karte)                                 | um 1900 (Doppelmietshaus)                                        | zeittypisches Gebäude um 1900 mit historisierender Klinkerfassade, geprägt von Mittelrisaliten, baugeschichtlich und stadtentwicklungsgeschichtlich von Bedeutung. | 09216677 |
|                                         | Mietshausgruppe in offener Bebauung und Einfriedung | Bünaustraße 18; 20; 22 (Karte)                             | bezeichnet 1898 (Mietshaus)                                      | repräsentativer Bau mit historisierender Klinkerfassade, eines der markantesten gründerzeitlichen Gebäude von Löbtau, baugeschichtlich und stadtentwicklungsgeschichtlich von Bedeutung. | 09210679 |
| Weitere Bilder                          | Mietshaus in offener Bebauung | Bünaustraße 19 (Karte)                                     | um 1900 (Mietshaus)                                              | typisches Löbtauer Gründerzeitgebäude mit markanter Klinker-Sandstein-Fassade, besondere Akzentuierung durch mittige Vorlage mit Dreiecksgiebel und Aufsatz, baugeschichtlich und stadtentwicklungsgeschichtlich bedeutend. | 09216678 |
| Weitere Bilder                          | Mietshaus in Ecklage und halboffener Bebauung | Bünaustraße 21 (Karte)                                     | um 1900 (Mietshaus)                                              | zeittypischer Mietshausbau der Jahrhundertwende mit historisierender Klinkerfassade, Lage durch verbrochene Ecke betont, baugeschichtlich und stadtentwicklungsgeschichtlich von Bedeutung. | 09216393 |
| Weitere Bilder                          | Mietshaus in Ecklage und halboffener Bebauung | Bünaustraße 23 (Karte)                                     | um 1900 (Mietshaus)                                              | zeittypisches Gebäude um 1900 mit historisierender Klinkerfassade, Lage durch verbrochene Ecke betont, baugeschichtlich und stadtentwicklungsgeschichtlich von Bedeutung. | 09214053 |
|                                         | Mosaiksteinpflaster mit Sternornament | Bünaustraße 26 (vor) (Karte)                               | Ende 19. Jh. (Pflaster)                                          | Pflasterung aus verschiedenfarbigen Steinen (Dresdner Seifensteine), künstlerisch bedeutend, zudem mit Seltenheitswert. | 09217583 |
|                                         | Turnhalle der 35. Bezirksschule | Bünaustraße 30a (Karte)                                    | 1906 (Turnhalle)                                                 | Turnhalle; gestalterisch qualitätvolles Beispiel aus dem Anfang des 20. Jahrhunderts, Bau von Stadtbaurat Erlwein, baugeschichtlich und künstlerisch bedeutend. | 09217582 |
| Weitere Bilder                          | Mietshaus in Ecklage und geschlossener Bebauung | Bünaustraße 35 (Karte)                                     | um 1895 (Mietshaus)                                              | zeittypischer Bau mit Klinkerfassade und historisierender Natursteingliederung, Sandsteinsockelgeschoss, Lage durch verbrochene Ecke, Turmaufbau und Giebel betont, baugeschichtlich und stadtentwicklungsgeschichtlich von Bedeutung. | 09210650 |
|                                         | Mietshaus in geschlossener Bebauung | Bünaustraße 37 (Karte)                                     | um 1895 (Mietshaus)                                              | zeittypischer Bau mit Klinkerfassade und historisierender Natursteingliederung, Sandsteinsockelgeschoss, baugeschichtlich und stadtentwicklungsgeschichtlich von Bedeutung. | 09216660 |
|                                         | Doppelmietshaus in geschlossener Bebauung | Bünaustraße 39; 41 (Karte)                                 | um 1895 (Doppelmietshaus)                                        | repräsentativer Bau mit Klinkerfassade und historisierender Natursteingliederung, Sandsteinsockelgeschoss durch die vorgesetzte Laube im Erdgeschoß gestalterisch hervorgehoben, architektonisch für Dresden singulär, baugeschichtlich und stadtentwicklungsgeschichtlich von Bedeutung. | 09210653 |
|                                         | Mietshaus in Ecklage und offener Bebauung | Bünaustraße 42 (Karte)                                     | 1895 (Mietshaus)                                                 | weitgehend original erhaltenes Wohngebäude aus der Gründerzeit mit charakteristischer mehrfarbiger Klinker-Sandstein-Fassade, als Eckbau gestalterisch hervorgehoben, dabei auffällig zwei Köpfe an der Rückseite, baugeschichtlich bedeutend, des Weiteren im Zusammenhang mit bemerkenswertem, weitestgehend bis 1900 entstandenen Quartier von Löbtau städtebaulich und stadtentwicklungsgeschichtlich von Belang. | 09217752 |
| Direkt Bild zu diesem Denkmal hochladen | Mosaiksteinpflaster mit Kreis-Stern-Ornament | Bünaustraße 42 (vor) (Karte)                               | Ende 19. Jh. (Pflaster)                                          | Pflasterung mit verschiedenfarbigen Steinen, künstlerisch bedeutend und mit Seltenheitswert. | 09217581 |
|                                         | Mietshaus in geschlossener Bebauung | Bünaustraße 43 (Karte)                                     | um 1895 (Mietshaus)                                              | zeittypischer Bau mit Klinkerfassade und historisierender Natursteingliederung, Sandsteinsockelgeschoss, baugeschichtlich und stadtentwicklungsgeschichtlich von Bedeutung. | 09210654 |
|                                         | Mietshaus in Ecklage und geschlossener Bebauung | Bünaustraße 45 (Karte)                                     | um 1895 (Mietshaus)                                              | typischer Mietsbau um 1895 mit Klinkerfassade und historisierender Natursteingliederung, Sandsteinsockelgeschoss, Lage durch verbrochene Ecke, Türmchen und Giebel betont, baugeschichtlich und stadtentwicklungsgeschichtlich von Bedeutung. | 09210803 |
|                                         | Mietshaus mit Einfriedung in offener Bebauung | Clara-Viebig-Straße 3 (Karte)                              | um 1890 (Mietshaus)                                              | stadtteiltypisches Würfelhaus des ausgehenden 19. Jahrhunderts mit historisierender Klinkerfassade, baugeschichtlich und stadtentwicklungsgeschichtlich von Bedeutung. | 09210672 |
|                                         | Mietshaus in offener Bebauung | Clara-Viebig-Straße 5 (Karte)                              | um 1890 (Mietshaus)                                              | stadtteiltypisches Würfelhaus des ausgehenden 19. Jahrhunderts mit historisierender Klinkerfassade, baugeschichtlich und stadtentwicklungsgeschichtlich von Bedeutung. | 09210673 |
|                                         | Mietshaus in offener Bebauung | Clara-Viebig-Straße 7 (Karte)                              | um 1890 (Mietshaus)                                              | repräsentativer Bau mit historisierender Klinker-Naturstein-Fassade, geprägt von dreigeschossigem Sandsteinerker, baugeschichtlich und stadtentwicklungsgeschichtlich von Bedeutung. | 09210674 |
|                                         | Mietshaus in geschlossener Bebauung | Clara-Zetkin-Straße 4 (Karte)                              | um 1895 (Mietshaus)                                              | typischer Mietsbau um 1895 mit historisierender Klinkerfassade und Sandsteinsockelgeschoss, baugeschichtlich und stadtentwicklungsgeschichtlich von Bedeutung. | 09210656 |
|                                         | Mietshaus in geschlossener Bebauung | Clara-Zetkin-Straße 6 (Karte)                              | um 1895 (Mietshaus)                                              | typischer Mietsbau um 1895 mit historisierender Klinkerfassade und Sandsteinsockelgeschoss, baugeschichtlich und stadtentwicklungsgeschichtlich von Bedeutung. | 09210655 |
|                                         | Mietshaus mit Einfriedung in offener Bebauung | Clara-Zetkin-Straße 12 (Karte)                             | bezeichnet 1898 (Mietshaus)                                      | stadtteiltypisches Würfelhaus des ausgehenden 19. Jahrhunderts mit historisierender Klinker-Naturstein-Fassade und Sandsteinsockelgeschoss, baugeschichtlich und stadtentwicklungsgeschichtlich von Bedeutung. | 09210639 |
|                                         | Mietshaus in offener Bebauung | Clara-Zetkin-Straße 14 (Karte)                             | 1900–1910 (Mietshaus)                                            | repräsentativer Putzbau vom Anfang des 20. Jahrhunderts mit Jugendstilfassade, baugeschichtlich und stadtentwicklungsgeschichtlich von Bedeutung. | 09210638 |
|                                         | Mietshaus in Ecklage und offener Bebauung | Clara-Zetkin-Straße 15 (Karte)                             | um 1895 (Mietshaus)                                              | typischer Mietsbau um 1895 mit Klinkerfassade und historisierender Natursteingliederung, Lage durch verbrochene Ecke, Balkone und Turmaufbau betont, baugeschichtlich und stadtentwicklungsgeschichtlich von Bedeutung. | 09210637 |
| Weitere Bilder                          | XIV. Bürgerschule; 54. Volksschule; 54. POS; 35. POS; 35. Grundschule; 35. Mittelschule; 35. Oberschule                                                                                          | Clara-Zetkin-Straße 20 (Karte)                             | 1899–1900 (Schule)                                               | Schule mit Turnhalle und Verbindungstrakt sowie Einfriedung, auch „Wallwitzschule“ genannt, im Jugendstil erbaut, Uhrtürmchen mit Glockenspiel, nach Eingemeindung Löbtaus 54. Volksschule Dresden; repräsentativer, mehrflügliger Schulbau von 1900, gestalterisch hervorgehobener Eingangsbereich durch Klinkerfassade, Giebel, verschiedene Reliefs und Türmchen betont, abgesehen vom Mittelrisalit Schulgebäude und Turnhalle mit historisierender Putzfassade mit Klinker und Natursteinakzenten, in funktionalem Zusammenhang zur Anlage das Volks- und Schulbad Löbtau (Badweg 1, ID-Nr. 09218993), baugeschichtlich und ortsgeschichtlich bedeutend. | 09210635 |
| Weitere Bilder                          | Hoffnungskirche Löbtau | Clara-Zetkin-Straße 30 (Karte)                             | 1935–1936 (Kirche), 1965 (Altarkreuz)                            | Evangelisch-lutherische Kirche mit Ausstattung, seitlichem Anbau und freistehendem hölzernen Glockenturm sowie Bildwerk, von Rudolf Kolbe (1873–1947) erbaut; langgestreckte, verputzte Anlage im Heimatstil, ursprünglich als Gemeindehaus errichtet, charakteristisches Zeugnis des Kirchenbaus der 1930er Jahre, baugeschichtlich und künstlerisch bedeutend zudem ortsgeschichtlich von Belang. Seit den 1950er Jahren mit drei Glocken der zerstörten Johanneskirche, Bleiglasfenster von Helmar Helas, Kreuz von Elly-Viola Nahmmacher, zwei Jehmlich-Orgeln von 1936 und 1986. | 09210796 |
| Weitere Bilder                          | Sachgesamtheit Wohnanlage Deubener Straße | Deubener Straße 16; 18; 20; 22; 24; 26; 28; 30; 32 (Karte) | 1927 (Wohnanlage)                                                | Sachgesamtheit Wohnanlage Deubener Straße mit folgenden Einzeldenkmalen: Häuserzeile und zwei Doppelwohnhäuser (Deubener Straße 20–28, 16/18, 30/32, ID-Nr. 09216641), ein Doppelwohnhaus (Essener Straße 2/4, ID-Nr. 09210794), ein Doppelwohnhaus (Grillenburger Straße 1/3, ID-Nr. 09210791), sowie Häuserzeile und zwei Doppelwohnhäuser (Malterstraße 45–53, 41/43, 55/57, ID-Nr. 09216661) außerdem die Einfriedungen als Sachgesamtheitsteil einer Anlage um das Straßengeviert Deubener, Essener, Grillenburger und Malterstraße von der Eisenbahner-Baugenossenschaft errichtet; Anlage bestehend aus zwei Häuserzeilen (je fünf Eingänge) und sechs Doppelhäusern, in offener Bebauung und gruppiert um einen rechteckigen Wohnhof, die Mittelbauten an Deubener und Malterstraße gestalterisch hervorgehoben, in den Innenbereich gelangt man über einfache Toreinfahrten oder Durchgänge (verbinden einzelne Häuser miteinander), die straßenseitigen Einfriedungen aus kniehohen Mauern und Geländern als wichtiges Gestaltungselement, der Architekt Curt Herfurth (1880–1942) verwendete expressionistisches Formengut, markantes und architektonisch qualitätvolles Beispiel der Siedlungsarchitektur der 1920er Jahre, baugeschichtlich von Bedeutung. | 09210792 |
| Weitere Bilder                          | Häuserzeile und zwei Doppelwohnhäuser einer Wohnanlage um das Straßengeviert Deubener, Essener, Grillenburger und Malterstraße (Einzeldenkmale zu ID-Nr. 09210792)                               | Deubener Straße 16; 18; 20; 22; 24; 26; 28; 30; 32 (Karte) | 1927 (Mehrfamilienwohnhaus)                                      | Einzeldenkmale o. g. Sachgesamtheit: Häuserzeile (Deubener Straße 20/22/24/26/28) und zwei Doppelwohnhäuser (Deubener Straße 16/18 und 30/32) einer Wohnanlage um das Straßengeviert Deubener, Essener, Grillenburger und Malterstraße (Einzeldenkmale zu ID-Nr. 09210792), von der Eisenbahner-Baugenossenschaft errichtet; Anlage bestehend aus zwei Häuserzeilen (je fünf Eingänge) und sechs Doppelhäusern, in offener Bebauung und gruppiert um einen rechteckigen Wohnhof, die Mittelbauten an Deubener und Malterstraße gestalterisch hervorgehoben, in den Innenbereich gelangt man über einfache Toreinfahrten oder Durchgänge (verbinden einzelne Häuser miteinander), die straßenseitigen Einfriedungen aus kniehohen Mauern und Geländern als wichtiges Gestaltungselement, der Architekt Curt Herfurth verwendete expressionistisches Formengut, markantes und architektonisch qualitätvolles Beispiel der Siedlungsarchitektur der 1920er Jahre, baugeschichtlich von Bedeutung. | 09216641 |
|                                         | Mietshaus mit Einfriedung in offener Bebauung | Deubener Straße 35 (Karte)                                 | um 1910 (Mietshaus)                                              | typischer Mietsbau um 1910 mit Putzfassade und Reformstilelementen, baugeschichtlich und stadtentwicklungsgeschichtlich von Bedeutung. | 09210795 |
|                                         | Mietshaus mit Einfriedung in offener Bebauung | Döhlener Straße 25 (Karte)                                 | 1904, nach Adressbuch (Mietshaus)                                | schlichter Putzbau von 1904 mit Erker und zurückhaltendem Jugendstildekor, ausgebautes und charakteristisches Dachgeschoss, baugeschichtlich von Bedeutung. | 09210680 |
|                                         | Mietshaus in offener Bebauung | Döhlener Straße 27 (Karte)                                 | um 1900 (Mietshaus)                                              | zeittypische Klinkerfassade um 1900 mit Natursteingliederung, besonders repräsentatives Beispiel der städtebaulich bedeutsamen, spätgründerzeitlichen Bebauung von Löbtau, zudem baugeschichtlich bedeutend. | 09216698 |
|                                         | Mietshausgruppe in offener Bebauung | Döhlener Straße 34 (Karte)                                 | um 1895 (Mietshaus)                                              | Mietshausgruppe (Bonhoefferplatz 2, Döhlener Straße 34 und Reisewitzer Straße 49) in offener Bebauung; charakteristische, historisierende Wohnbauten des ausgehenden 19. Jahrhunderts mit Klinker-Sandstein-Fassade, belebt von verschiedenartigem Dekor, baugeschichtlich bedeutend, zudem als Teil des Bonhoefferplatzes stadtentwicklungsgeschichtlich von Belang. | 09216632 |
| Weitere Bilder                          | Neuer Bienertpark | Dölzschener Straße (Karte)                                 | 1910 (Parkanlage)                                                | Parkanlage zwischen Dölzschener Straße und Tharandter Straße; am Eingang zum Plauenschen Grund von Max Bertram (1849–1914) angelegter Park, mit Baulichkeiten, Bepflanzung und Wegeführung, bestehendes Zeugnis landschaftsgärtnerischer Gestaltung der ersten Jahrzehnte des vorigen Jahrhunderts zudem ortsgeschichtlich von Bedeutung. | 09216634 |
| Weitere Bilder                          | Mietshaus mit Einfriedung in offener Bebauung | Dölzschener Straße 4 (Karte)                               | 1901, nach Inschrift (Mietshaus)                                 | stadtteiltypisches Würfelhaus um 1900 mit Klinkerfassade und historisierender Natursteingliederung, baugeschichtlich und stadtentwicklungsgeschichtlich von Bedeutung. | 09210636 |
|                                         | Häuser einer Wohnanlage mit Teilen der Einfriedung | Dölzschener Straße 10; 12 (Karte)                          | 1913–1916, nach Adressbuch (Mehrfamilienwohnhaus)                | Häuser einer Wohnanlage (Dölzschener Straße 10/12, Frankenbergstraße 38/40/42/44 und Zauckeroder Straße 9/11) mit Teilen der Einfriedung; U-förmige Anlage mit acht Mehrfamilienhäusern, von der Eisenbahner-Baugenossenschaft errichtet, bildet eine gestalterische Einheit mit der gegenüberliegenden Anlage (unter Frankenbergstraße 46/48/50/50b, ID-Nr. 09216645), Fassaden zeigen stilisierte historisierende Elemente (neoklassizistisch und neobarock), wobei die Eingangsbereiche besonders betont werden, reiches Beispiel der Siedlungsarchitektur der 1910er Jahre, baugeschichtlich und stadtentwicklungsgeschichtlich von Bedeutung. | 09210633 |
|                                         | Häuser einer Wohnanlage | Dölzschener Straße 13 (Karte)                              | 1920–1923, nach Adressbuch (Mehrfamilienwohnhaus)                | Häuser einer Wohnanlage (Dölzschener Straße 13, Frankenbergstraße 34/36 und Klingestraße 10); Komplex aus vier Mehrfamilienhäusern über längsrechteckigem Grundriss von der Eisenbahner-Baugenossenschaft errichtet, typisches Beispiel des genossenschaftlichen Siedlungsbaus dieser Zeit, baugeschichtlich und stadtentwicklungsgeschichtlich von Bedeutung. | 09216637 |
| Weitere Bilder                          | Sachgesamtheit Wohnanlage Dölzschener Straße | Dölzschener Straße 14; 16; 18; 20; 22; 24 (Karte)          | 1920–1921, nach Adressbuch (Wohnanlage)                          | Sachgesamtheit Wohnanlage Dölzschener Straße mit mehreren Einzeldenkmalen: zwei Häuserzeilen und sechs Doppelwohnhäuser sowie die verbindenden Toreinfahrten als Sachgesamtheitsteile; Anlage im Straßengeviert Dölzschener, Frankenberg-, Mohorner und Zauckeroder Straße; die Bauten zeigen traditionelles Formengut wie Mansarddächer, Klappläden, Dreiecksgiebel, Segment- und Korbbögen usw. (vgl. Wohnanlage an Teplitzer Straße in Dresden-Strehlen), städtebaulich bedeutende Wohnanlage der 1920er Jahre, baugeschichtlich von Bedeutung. | 09210628 |
| Weitere Bilder                          | Häuserzeile und zwei Doppelwohnhäuser einer Anlage im Straßengeviert Dölzschener, Frankenberg-, Mohorner und Zauckeroder Straße (Einzeldenkmale zu ID-Nr. 09210628)                              | Dölzschener Straße 14; 16; 18; 20; 22; 24 (Karte)          | 1920–1921, nach Adressbuch (Mehrfamilienwohnhaus)                | Einzeldenkmale o. g. Sachgesamtheit: Häuserzeile (Dölzschener Straße 16/18/20/22) und zwei Doppelwohnhäuser (Dölzschener Straße 14 und Frankenbergstraße 37, Dölzschener Straße 24 und Mohorner Straße 24) einer Anlage im Straßengeviert Dölzschener, Frankenberg-, Mohorner und Zauckeroder Straße, von der Baugenossenschaft für das Personal der Sächsischen Staatseisenbahnen zu Dresden bzw. der Eisenbahner-Baugenossenschaft errichtet; besteht aus zwei Häuserzeilen (je vier Eingänge) und sechs Doppelwohnhäusern, gruppiert um einen rechteckigen Wohnhof, Häuserzeilen an der Dölzschener Straße und an der Zauckeroder Straße sind durch überdachte Toreinfahrten mit den angrenzenden Doppelwohnhäusern verbunden, die Bauten zeigen traditionelles Formengut wie Mansarddächer, Klappläden, Dreiecksgiebel, Segment- und Korbbögen usw. (vgl. Wohnanlage an Teplitzer Straße in Dresden-Strehlen), städtebaulich bedeutende Wohnanlage der 1920er Jahre, baugeschichtlich von Bedeutung. | 09216635 |
|                                         | Doppelwohnhaus einer Wohnanlage mit Einfriedungsmauer und Toreinfahrt | Dölzschener Straße 17; 19 (Karte)                          | 1911 (Doppelwohnhaus)                                            | Wohnanlage („Johann-Meyer-Häuser“ der Johann-Meyer-Stiftung) an der Dölzschner Straße gelegen, besteht aus zwei markanten Bauten über L-förmigem Grundriss (siehe auch Dölzschener Straße 21/23), Straßenfronten werden von zweigeschossigen Blendbögen und Klappläden dominiert, bedeutendes Zeugnis einer aus wohltätiger Stiftung entstandenen Kleinwohnungsbauanlage, als Bau des Dresdner Stadtbaurates Hans Erlwein auch architekturhistorisch bedeutend. | 09210629 |
|                                         | Doppelwohnhaus einer Wohnanlage mit Einfriedungsmauer und Toreinfahrt | Dölzschener Straße 21; 23 (Karte)                          | 1911 (Doppelwohnhaus)                                            | Wohnanlage („Johann-Meyer-Häuser“ der Johann-Meyer-Stiftung) an der Dölzschner Straße gelegen, besteht aus zwei markanten Bauten über L-förmigem Grundriss (siehe auch Dölzschener Straße 17/19), Straßenfronten werden von zweigeschossigen Blendbögen und Klappläden dominiert, bedeutendes Zeugnis einer aus wohltätiger Stiftung entstandenen Kleinwohnungsbauanlage, als Bau des Dresdner Stadtbaurates Hans Erlwein auch architekturhistorisch bedeutend. | 09210630 |
|                                         | Doppelwohnhaus in offener Bebauung mit Einfriedung | Dölzschener Straße 49; 51 (Karte)                          | bezeichnet 1925 (Doppelwohnhaus)                                 | zeittypischer Wohnhausbau der 1920er Jahre, Putzfassaden, auf der Rückseite Loggien, baugeschichtlich von Bedeutung. | 09210624 |
| Weitere Bilder                          | Doppelwohnhaus einer Wohnanlage um das Straßengeviert Deubener, Essener, Grillenburger und Malterstraße (Einzeldenkmale zu ID-Nr. 09210792)                                                      | Essener Straße 2; 4 (Karte)                                | 1927 (Doppelwohnhaus)                                            | Einzeldenkmal o. g. Sachgesamtheit: Doppelwohnhaus einer Wohnanlage um das Straßengeviert Deubener, Essener, Grillenburger und Malterstraße, von der Eisenbahner-Baugenossenschaft errichtet; Anlage bestehend aus zwei Häuserzeilen (je fünf Eingänge) und sechs Doppelhäusern, in offener Bebauung und gruppiert um einen rechteckigen Wohnhof, die Mittelbauten an Deubener und Malterstraße gestalterisch hervorgehoben, in den Innenbereich gelangt man über einfache Toreinfahrten oder Durchgänge (verbinden einzelne Häuser miteinander), die straßenseitigen Einfriedungen aus kniehohen Mauern und Geländern als wichtiges Gestaltungselement, der Architekt Curt Herfurth verwendete expressionistisches Formengut, markantes und architektonisch qualitätvolles Beispiel der Siedlungsarchitektur der 1920er Jahre, baugeschichtlich von Bedeutung. | 09210794 |
|                                         | Mietshaus in offener Bebauung | Essener Straße 10 (Karte)                                  | um 1910 (Mietshaus)                                              | zeittypischer Bau um 1910 geprägt von Reformstilelementen, Putzfassade, dominiert von Giebel und Erkern, baugeschichtlich von Bedeutung. | 09210790 |
|                                         | Mietshaus mit Einfriedung in Ecklage und offener Bebauung | Essener Straße 12 (Karte)                                  | um 1910 (Mietshaus)                                              | zeittypischer, repräsentativer Bau um 1910, geprägt von Reformstilelementen, Putzfassade, dominiert von Giebeln und Erkern, baugeschichtlich von Bedeutung. | 09210788 |
| Weitere Bilder                          | Betriebszentrale des Konsumvereins Vorwärts Dresden | Fabrikstraße 13; 46 (in der Gemarkung Altstadt II) (Karte) | 1927–1930 (Fleischerei), 1930 (Garage)                           | Fleischereigebäude, Großgarage und Untertunnelung der ehemaligen Konsum-Betriebszentrale, Architekt: Kurt Bärbig; etwa bis 1990 Konsum-Fleischverarbeitungsbetrieb, das sechsgeschossige winkelförmige Fleischereigebäude mit konkav gekrümmtem Westflügel, aus Stahlbetonskelett und markanter Klinkerfassade, durch Fensterbänder, ausgerundete Südwestecke und Turmaufbau gestalterisch hervorgehoben, gegenüber die ebenfalls als Klinkerbau ausgeführte Großgarage, zwischen Fleischereigebäude und Großgarage die Untertunnelung, einer der bedeutendsten Zweckbauten der Moderne in Dresden, baugeschichtlich und künstlerisch von Bedeutung. | 09212544 |
|                                         | Mietshaus in Ecklage und offener Bebauung, mit Einfriedung (an der Frankenbergstraße) | Frankenbergstraße 16 (Karte)                               | um 1895 (Mietshaus)                                              | typisches Löbtauer Gründerzeitgebäude mit markanter Klinker-Sandstein-Fassade, besondere Akzentuierung durch die verbrochene, erhöhte Ecke, dort Balkon im Obergeschoss, baugeschichtlich bedeutend als Teil einer markanten Kreuzung mit vier annähernd gleich gestalteten Bauten und städtebaulich von Belang. | 09210667 |
|                                         | Mosaiksteinpflaster mit Sternornamenten | Frankenbergstraße 16 (vor) (Karte)                         | Ende 19. Jh. (Pflaster)                                          | Pflasterung mit verschiedenfarbigen Steinen, künstlerisch bedeutend, zudem mit Seltenheitswert. | 09217585 |
|                                         | Häuser einer Wohnanlage | Frankenbergstraße 34; 36 (Karte)                           | 1920–1923, nach Adressbuch (Mehrfamilienwohnhaus)                | Häuser einer Wohnanlage (Dölzschener Straße 13, Frankenbergstraße 34/36 und Klingestraße 10); Komplex aus vier Mehrfamilienhäusern über längsrechteckigem Grundriss von der Eisenbahner-Baugenossenschaft errichtet, typisches Beispiel des genossenschaftlichen Siedlungsbaus dieser Zeit, baugeschichtlich und stadtentwicklungsgeschichtlich von Bedeutung. | 09216637 |
| Weitere Bilder                          | Häuserzeile und zwei Doppelwohnhäuser einer Anlage im Straßengeviert Dölzschener, Frankenberg-, Mohorner und Zauckeroder Straße (Einzeldenkmale zu ID-Nr. 09210628)                              | Frankenbergstraße 37 (Karte)                               | 1920–1921, nach Adressbuch (Mehrfamilienwohnhaus)                | Einzeldenkmale o. g. Sachgesamtheit: Häuserzeile (Dölzschener Straße 16/18/20/22) und zwei Doppelwohnhäuser (Dölzschener Straße 14 und Frankenbergstraße 37, Dölzschener Straße 24 und Mohorner Straße 24) einer Anlage im Straßengeviert Dölzschener, Frankenberg-, Mohorner und Zauckeroder Straße, von der Baugenossenschaft für das Personal der Sächsischen Staatseisenbahnen zu Dresden bzw. der Eisenbahner-Baugenossenschaft errichtet; besteht aus zwei Häuserzeilen (je vier Eingänge) und sechs Doppelwohnhäusern, gruppiert um einen rechteckigen Wohnhof, Häuserzeilen an der Dölzschener Straße und an der Zauckeroder Straße sind durch überdachte Toreinfahrten mit den angrenzenden Doppelwohnhäusern verbunden, die Bauten zeigen traditionelles Formengut wie Mansarddächer, Klappläden, Dreiecksgiebel, Segment- und Korbbögen usw. (vgl. Wohnanlage an Teplitzer Straße in Dresden-Strehlen), städtebaulich bedeutende Wohnanlage der 1920er Jahre, baugeschichtlich von Bedeutung. | 09216635 |
|                                         | Häuser einer Wohnanlage mit Teilen der Einfriedung | Frankenbergstraße 38; 40; 42; 44 (Karte)                   | 1913–1916, nach Adressbuch (Mehrfamilienwohnhaus)                | Häuser einer Wohnanlage (Dölzschener Straße 10/12, Frankenbergstraße 38/40/42/44 und Zauckeroder Straße 9/11) mit Teilen der Einfriedung; U-förmige Anlage mit acht Mehrfamilienhäusern, von der Eisenbahner-Baugenossenschaft errichtet, bildet eine gestalterische Einheit mit der gegenüberliegenden Anlage (unter Frankenbergstraße 46/48/50/50b, ID-Nr. 09216645), Fassaden zeigen stilisierte historisierende Elemente (neoklassizistisch und neobarock), wobei die Eingangsbereiche besonders betont werden, reiches Beispiel der Siedlungsarchitektur der 1910er Jahre, baugeschichtlich und stadtentwicklungsgeschichtlich von Bedeutung. | 09210633 |
| Weitere Bilder                          | Zwei Doppelwohnhäuser einer Anlage im Straßengeviert Dölzschener, Frankenberg-, Mohorner und Zauckeroder Straße (Einzeldenkmale zu ID-Nr. 09210628)                                              | Frankenbergstraße 39; 41; 43 (Karte)                       | 1920–1921, nach Adressbuch (Doppelwohnhaus)                      | Einzeldenkmale o. g. Sachgesamtheit: zwei Doppelwohnhäuser (Frankenbergstraße 39/41, Frankenbergstraße 43 und Zauckeroder Straße 13) einer Anlage im Straßengeviert Dölzschener, Frankenberg-, Mohorner und Zauckeroder Straße, von der Baugenossenschaft für das Personal der Sächsischen Staatseisenbahnen zu Dresden bzw. der Eisenbahner-Baugenossenschaft errichtet; besteht aus zwei Häuserzeilen (je vier Eingänge) und sechs Doppelwohnhäusern, gruppiert um einen rechteckigen Wohnhof, Häuserzeilen an der Dölzschener Straße und an der Zauckeroder Straße sind durch überdachte Toreinfahrten mit den angrenzenden Doppelwohnhäusern verbunden, die Bauten zeigen traditionelles Formengut wie Mansarddächer, Klappläden, Dreiecksgiebel, Segment- und Korbbögen usw. (vgl. Wohnanlage an Teplitzer Straße in Dresden-Strehlen), städtebaulich bedeutende Wohnanlage der 1920er Jahre, baugeschichtlich von Bedeutung. | 09210625 |
|                                         | Häuser einer Wohnanlage und Teil der Einfriedung | Frankenbergstraße 46; 48; 50; 50b (Karte)                  | 1913–1914 (Mehrfamilienwohnhaus)                                 | Häuser einer Wohnanlage (Frankenbergstraße 46/48/50/50b und Zauckeroder Straße 12/14) und Teil der Einfriedung; U-förmige Anlage mit sechs Mehrfamilienhäusern, von der Eisenbahner-Baugenossenschaft errichtet, charakteristisches Beispiel der Siedlungsarchitektur der 1910er Jahre, bildet eine gestalterische Einheit mit der gegenüberliegenden Anlage (unter Dölzschner Straße 10/12, ID-Nr. 09210633), baugeschichtlich und stadtentwicklungsgeschichtlich von Bedeutung. | 09216645 |
|                                         | Mietshaus in Ecklage und offener Bebauung | Frankfurter Straße 2 (Karte)                               | um 1895 (Mietshaus)                                              | typischer, historisierender Mietshausbau um 1895 mit Klinkerfassade und Natursteingliederung, Lage durch verbrochene Ecke und Turmaufbau betont, stadtentwicklungsgeschichtlich und baugeschichtlich von Bedeutung. | 09210621 |
|                                         | Mietshaus in offener Bebauung | Frankfurter Straße 6 (Karte)                               | um 1895 (Mietshaus)                                              | stadtteiltypisches Würfelhaus des ausgehenden 19. Jahrhunderts mit historisierender Klinkerfassade und charakterisiert durch Mittelrisalite, baugeschichtlich und stadtentwicklungsgeschichtlich von Bedeutung. | 09210619 |
|                                         | Mietshaus in offener Bebauung | Frankfurter Straße 8 (Karte)                               | bezeichnet 1897 (Mietshaus)                                      | stadtteiltypisches Würfelhaus des ausgehenden 19. Jahrhunderts mit historisierender Klinkerfassade und charakterisiert durch Mittelrisalit, baugeschichtlich und stadtentwicklungsgeschichtlich von Bedeutung. | 09210618 |
|                                         | Doppelmietshaus in Ecklage und offener Bebauung | Fritz-Schulze-Straße 2 (Karte)                             | um 1895 (Doppelmietshaus)                                        | Doppelmietshaus (Fritz-Schulze-Straße 2 und Tharandter Straße 84) in Ecklage und offener Bebauung; typischer, historisierender Mietshausbau um 1895 mit Klinkerfassade und Natursteingliederung, Lage durch verbrochene Ecke und Giebel betont, stadtentwicklungsgeschichtlich und baugeschichtlich von Bedeutung. | 09210617 |
|                                         | Drei Mehrfamilienhäuser einer Wohnanlage | Fritz-Schulze-Straße 5; 7; 9 (Karte)                       | 1912–1913, nach Adressbuch (Mehrfamilienwohnhaus)                | Anlage aus zwei gleichartig gestalteten Häuserzeilen (siehe auch Fritz-Schulze-Straße 11–15), großzügig gestaltetes Ensemble der versachlichten Architektur nach 1910 mit stilisierten Gliederungs- und Schmuckelemente von Neoklassizismus bis spätem Jugendstil, die gediegene Ausstattung der Entstehungszeit weitestgehend erhalten, eine der repräsentativsten Löbtauer Wohnanlagen aus der Kaiserzeit, baugeschichtlich und stadtentwicklungsgeschichtlich bedeutend. | 09217753 |
|                                         | Drei Mehrfamilienhäuser einer Wohnanlage | Fritz-Schulze-Straße 11; 13; 15 (Karte)                    | 1912–1913, nach Adressbuch (Mehrfamilienwohnhaus)                | Anlage aus zwei gleichartig gestalteten Häuserzeilen (siehe auch Fritz-Schulze-Straße 5–9), großzügig gestaltetes Ensemble der versachlichten Architektur nach 1910 mit stilisierten Gliederungs- und Schmuckelemente von Neoklassizismus bis spätem Jugendstil, die gediegene Ausstattung der Entstehungszeit weitestgehend erhalten, eine der repräsentativsten Löbtauer Wohnanlagen aus der Kaiserzeit, baugeschichtlich und stadtentwicklungsgeschichtlich bedeutend. | 09217754 |
| Weitere Bilder                          | Doppelwohnhaus einer Wohnanlage um das Straßengeviert Deubener, Essener, Grillenburger und Malterstraße (Einzeldenkmale zu ID-Nr. 09210792)                                                      | Grillenburger Straße 1; 3 (Karte)                          | 1927 (Doppelwohnhaus)                                            | Einzeldenkmal o. g. Sachgesamtheit: Doppelwohnhaus einer Wohnanlage um das Straßengeviert Deubener, Essener, Grillenburger und Malterstraße, von der Eisenbahner-Baugenossenschaft errichtet; Anlage bestehend aus zwei Häuserzeilen (je fünf Eingänge) und sechs Doppelhäusern, in offener Bebauung und gruppiert um einen rechteckigen Wohnhof, die Mittelbauten an Deubener und Malterstraße gestalterisch hervorgehoben, in den Innenbereich gelangt man über einfache Toreinfahrten oder Durchgänge (verbinden einzelne Häuser miteinander), die straßenseitigen Einfriedungen aus kniehohen Mauern und Geländern als wichtiges Gestaltungselement, der Architekt Curt Herfurth verwendete expressionistisches Formengut, markantes und architektonisch qualitätvolles Beispiel der Siedlungsarchitektur der 1920er Jahre, baugeschichtlich von Bedeutung. | 09210791 |
|                                         | Wohn- und Geschäftshaus in Ecklage und halboffener Bebauung | Gröbelstraße 14 (Karte)                                    | vor 1903 (Wohn- und Geschäftshaus)                               | repräsentativer Bau nach 1900 mit zeittypischer Klinkerfassade und reicher Natursteingliederung mit Jugendstildekor, Ecklage durch Erker betont, straßenbildprägend, baugeschichtlich und stadtentwicklungsgeschichtlich von Bedeutung. | 09210701 |
|                                         | Dresdner Kunstwerkstätten Karl Max Seifert (ehem.) | Gröbelstraße 17 (Karte)                                    | 1906 (Fassade)                                                   | Fassade/Außenwände des einstigen Mustersaals für den Lampenfabrikanten Seifert; im Saal fand 1906 erste Ausstellung der Künstlergruppe Brücke statt, bedeutendes Denkmal der Kunst- und Kulturgeschichte nach 1900 im Allgemeinen und der Entwicklung des Expressionismus im Besonderen. | 09210683 |
|                                         | Mietshaus mit Einfriedung in offener Bebauung | Hainsberger Straße 1 (Karte)                               | um 1895 (Mietshaus)                                              | stadtteiltypisches Würfelhaus des ausgehenden 19. Jahrhunderts mit historisierenderKlinkerfassade und charakterisiert durch Mittelrisalit, baugeschichtlich und stadtentwicklungsgeschichtlich von Bedeutung. | 09210663 |
|                                         | Mietshaus in Ecklage und halboffener Bebauung | Hainsberger Straße 2 (Karte)                               | um 1895 (Mietshaus)                                              | zeittypischer Bau mit Klinkerfassade und historisierender Natursteingliederung, Sandsteinsockelgeschoss, Lage durch verbrochene Ecke und Turmaufbau betont, baugeschichtlich bedeutend, zudem als Teil des Bonhoefferplatzes stadtentwicklungsgeschichtlich von Belang. | 09210662 |
|                                         | Doppelmietshaus in Kopflage und offener Bebauung | Hainsberger Straße 17 (Karte)                              | vor 1903, nach Adressbuch (Doppelmietshaus)                      | Doppelmietshaus (Hainsberger Straße 17 und Tharandter Straße 58) in Kopflage und offener Bebauung; bauzeitlich sehr repräsentatives Gebäude mit reichem Natursteindekor, Hauseingang Hainsberger Straße mit Relief besonders betont, historisierende und Jugendstilelemente, Fenstereinfassung u. a. mit flachen Kielbögen, baugeschichtlich bedeutend und stadtentwicklungsgeschichtlich von Belang. | 09210668 |
|                                         | Wohn- und Geschäftshausgruppe in offener Bebauung | Kesselsdorfer Straße 21; 23 (Karte)                        | um 1900 (Wohn- und Geschäftshaus)                                | Wohn- und Geschäftshausgruppe (Bünaustraße 2/4 und Kesselsdorfer Straße 21/23) in offener Bebauung; die prägnantere Seite mit Turmaufbauten und gestalterisch hervorgehobenem Mittelteil an der Kesselsdorfer Straße, ortsbildprägende Bedeutung, zudem einer der eindrucksvollsten Jahrhundertwendebauten von Löbtau. | 09210691 |
| Weitere Bilder                          | Sachgesamtheit Neuer Annenfriedhof; Löbtau-Naußlitzer Friedhof Friede und Hoffnung | Kesselsdorfer Straße 29; 31 (Karte)                        | 1875 (Neuer Annenfriedhof), 1898 (Friede- und Hoffnungsfriedhof) | Sachgesamtheit Neuer Annenfriedhof und Friedhof Friede und Hoffnung in seiner gewachsenen funktionellen und gestalterischen Einheit mit folgenden Einzeldenkmalen: zwei Friedhofsgebäuden (Leichenhallen) einschließlich Arkaden und Erbbegräbnisstätten (einstige Feierhalle mit Kuppel zerstört), denkmalwerten Grabstätten, Gedenkstätten für Kriegsopfer des 1. und 2. Weltkrieges; ortsgeschichtlich bedeutendes Zeugnis, die Bauten als Beispiele historisierender Friedhofsarchitektur der 2. Hälfte des 19. Jahrhunderts, orientiert an der italienischen Camposanto-Architektur, architektonisch und künstlerisch wertvoll, erste Dresdner Friedhofsgestaltung nach gartenkünstlerisch-ästhetischen Interessen. | 09301960 |
| Weitere Bilder                          | Zwei Friedhofsgebäude (Leichenhallen) und Arkaden mit Erbbegräbnisstätten, denkmalwerte Grabstätten, Gedenkstätten für Kriegsopfer des 1. und 2. Weltkrieges (Einzeldenkmale zu ID-Nr. 09301960) | Kesselsdorfer Straße 29; 31 (Karte)                        | 1878 (Leichenhalle), 1887 (Relief), 1878 (Säulenfigur)           | Einzeldenkmale o. g. Sachgesamtheit: zwei Friedhofsgebäude (Leichenhallen) und Arkaden mit Erbbegräbnisstätten (einstige verbindende Feierhalle mit Kuppel zerstört), denkmalwerte Grabstätten, Gedenkstätten für Kriegsopfer des 1. und 2. Weltkrieges am Grabfeld 6, im Grabfeld 14 und südlich der Grabfelder 27 sowie Einfriedung mit Ziergitterzaun einschließlich Toranlagen und Toren; ortsgeschichtlich bedeutendes Zeugnis, die Bauten als Beispiele historisierender Friedhofsarchitektur der 2. Hälfte des 19. Jahrhunderts architektonisch und künstlerisch wertvoll, erste Dresdner Friedhofsgestaltung nach gartenkünstlerisch-ästhetischen Interessen. | 09210705 |
|                                         | Mietshaus in offener Bebauung | Kesselsdorfer Straße 33 (Karte)                            | um 1895 (Mietshaus)                                              | zeittypischer Bau mit Putzfassade und historisierender Natursteingliederung, baugeschichtlich und stadtentwicklungsgeschichtlich von Bedeutung. | 09210801 |
|                                         | Wohn- und Geschäftshaus in Ecklage und offener Bebauung | Kesselsdorfer Straße 41 (Karte)                            | um 1895 (Wohn- und Geschäftshaus)                                | abgesehen vom markanten Holzerker zur Betonung der Ecklage zeittypischer, schlichter Bau mit Putzfassade um 1895, Holzerker und vierachsige Erweiterung des Gebäudes auf der Malterstraße nach 1910, baugeschichtlich und stadtentwicklungsgeschichtlich von Bedeutung. | 09210784 |
| Weitere Bilder                          | Mietshaus in offener Bebauung, mit Einfriedung und seitlicher Toreinfahrt | Klingestraße 5 (Karte)                                     | vor 1905 (Mietshaus)                                             | zeittypischer Bau mit Putzfassade und historisierender Natursteingliederung, baugeschichtlich und stadtentwicklungsgeschichtlich von Bedeutung. | 09217570 |
|                                         | Mietshaus in offener Bebauung | Klingestraße 6 (Karte)                                     | um 1895 (Mietshaus)                                              | zeittypischer Bau mit Putzfassade und historisierender Natursteingliederung, baugeschichtlich und stadtentwicklungsgeschichtlich von Bedeutung. | 09217569 |
| Weitere Bilder                          | Mietshaus in offener Bebauung, mit Einfriedung und seitlicher Toreinfahrt | Klingestraße 7 (Karte)                                     | vor 1905 (Mietshaus)                                             | repräsentativer Bau mit Putzfassade und historisierender Natursteingliederung, baugeschichtlich und stadtentwicklungsgeschichtlich von Bedeutung. | 09217571 |
|                                         | Häuser einer Wohnanlage | Klingestraße 10 (Karte)                                    | 1920–1923, nach Adressbuch (Mehrfamilienwohnhaus)                | Häuser einer Wohnanlage (Dölzschener Straße 13, Frankenbergstraße 34/36 und Klingestraße 10); Komplex aus vier Mehrfamilienhäusern über längsrechteckigem Grundriss von der Eisenbahner-Baugenossenschaft errichtet, typisches Beispiel des genossenschaftlichen Siedlungsbaus dieser Zeit, baugeschichtlich und stadtentwicklungsgeschichtlich von Bedeutung. | 09216637 |
| Weitere Bilder                          | Mehrfamilienhäuser einer Wohnanlage mit Einfriedung („Krenkelhäuser“) | Klingestraße 14; 16; 18; 20; 22 (Karte)                    | bezeichnet 1911 (Mehrfamilienwohnhaus)                           | Wohnanlage der Max-Krenkel- und Johann-Meyer-Stiftung über annähernd U-förmigem Grundriss, Gebäude zweigeschossig mit ausgebautem Mansarddach, auf der Rückseite markante Galerien, ein Teil der originalen Ornamentik auf den risalitartig vorgezogenen Treppenhäusern und in den Blendbögen über den Hochparterre-Fenstern erhalten bzw. rekonstruiert, als gestalterisch qualitätvollster Wohnhausbau Hans Erlweins künstlerisch und architekturhistorisch bedeutend. An der Straßenseite Sgraffitomalerei nach einem Entwurf von Paul Rößler (1873–1957). | 09210631 |
|                                         | Mietshaus in geschlossener Bebauung | Leumerstraße 3 (Karte)                                     | um 1895 (Mietshaus)                                              | zeittypischer Bau mit Klinkerfassade und historisierender Natursteingliederung, Sandsteinsockelgeschoss, baugeschichtlich und stadtentwicklungsgeschichtlich von Bedeutung. | 09210648 |
|                                         | Mietshaus in geschlossener Bebauung | Leumerstraße 5 (Karte)                                     | um 1895 (Mietshaus)                                              | zeittypischer Bau mit Klinkerfassade und historisierender Natursteingliederung, Sandsteinsockelgeschoss, baugeschichtlich und stadtentwicklungsgeschichtlich von Bedeutung. | 09210649 |
|                                         | Mietshaus in geschlossener Bebauung | Leumerstraße 6 (Karte)                                     | um 1895 (Mietshaus)                                              | zeittypischer Bau mit Klinkerfassade und historisierender Natursteingliederung, Sandsteinsockelgeschoss, baugeschichtlich und stadtentwicklungsgeschichtlich von Bedeutung. | 09210678 |
| Weitere Bilder                          | Häuserzeile und zwei Doppelwohnhäuser (Einzeldenkmale zu ID-Nr. 09210792) | Malterstraße 41; 43; 45; 47; 49; 51; 53; 55; 57 (Karte)    | 1927 (Mehrfamilienwohnhaus)                                      | Einzeldenkmale o. g. Sachgesamtheit: Häuserzeile (Malterstraße 45/47/49/51/53) und zwei Doppelwohnhäuser (Malterstraße 41/43 und 55/57) einer Wohnanlage um das Straßengeviert Deubener, Essener, Grillenburger und Malterstraße, von der Eisenbahner-Baugenossenschaft errichtet; Anlage bestehend aus zwei Häuserzeilen (je fünf Eingänge) und sechs Doppelhäusern, in offener Bebauung und gruppiert um einen rechteckigen Wohnhof, die Mittelbauten an Deubener und Malterstraße gestalterisch hervorgehoben, in den Innenbereich gelangt man über einfache Toreinfahrten oder Durchgänge (verbinden einzelne Häuser miteinander), die straßenseitigen Einfriedungen aus kniehohen Mauern und Geländern als wichtiges Gestaltungselement, der Architekt Curt Herfurth verwendete expressionistisches Formengut, markantes und architektonisch qualitätvolles Beispiel der Siedlungsarchitektur der 1920er Jahre, baugeschichtlich von Bedeutung. | 09216661 |
|                                         | Mietshaus mit Einfriedung und Toreinfahrten in offener Bebauung | Malterstraße 44 (Karte)                                    | um 1900 (Mietshaus)                                              | stadtteiltypisches Würfelhaus um 1900 mit Klinkerfassade, historisierender Natursteingliederung und zurückhaltendem Putzdekor, baugeschichtlich und stadtentwicklungsgeschichtlich von Bedeutung. | 09210797 |
|                                         | Mietshaus mit Einfriedung und Toreinfahrt in offener Bebauung | Malterstraße 46 (Karte)                                    | um 1900 (Mietshaus)                                              | repräsentatives Würfelhaus um 1900 mit Putzfassade und historisierender Natursteingliederung, baugeschichtlich und stadtentwicklungsgeschichtlich von Bedeutung. | 09210798 |
|                                         | Mietshaus in offener Bebauung, mit Einfriedung und Toreinfahrt | Malterstraße 48 (Karte)                                    | um 1900 (Mietshaus)                                              | stadtteiltypisches Würfelhaus um 1900 mit Klinkerfassade, historisierender Natursteingliederung und zurückhaltendem Putzdekor, baugeschichtlich und stadtentwicklungsgeschichtlich von Bedeutung. | 09210799 |
| Weitere Bilder                          | Eisengießerei Pirner und Franz (ehem.) | Mohorner Straße 12 (Karte)                                 | 1899–1900 (Wohn- und Geschäftshaus)                              | Wohn- und Geschäftshaus der ehem. Eisengießerei Pirner & Franz; gestalterisch markantes Gebäude mit Putzfassade im Jugendstil, mit Erker und Ornamentik, baugeschichtlich und ortsgeschichtlich bedeutend, seit 2009 Pflegeheim. | 09216666 |
|                                         | Wohnhaus mit Einfriedung in offener Bebauung | Mohorner Straße 19 (Karte)                                 | 1912 (Wohnhaus)                                                  | charakteristischer, weitgehend original erhaltener Bau der Reformarchitektur aus dem Anfang des 20. Jahrhunderts, baugeschichtlich bedeutend. | 09302210 |
| Weitere Bilder                          | Häuserzeile und zwei Doppelwohnhäuser einer Anlage im Straßengeviert Dölzschener, Frankenberg-, Mohorner und Zauckeroder Straße (Einzeldenkmale zu ID-Nr. 09210628)                              | Mohorner Straße 24 (Karte)                                 | 1920–1921, nach Adressbuch (Mehrfamilienwohnhaus)                | Einzeldenkmale o. g. Sachgesamtheit: Häuserzeile (Dölzschener Straße 16/18/20/22) und zwei Doppelwohnhäuser (Dölzschener Straße 14 und Frankenbergstraße 37, Dölzschener Straße 24 und Mohorner Straße 24) einer Anlage im Straßengeviert Dölzschener, Frankenberg-, Mohorner und Zauckeroder Straße, von der Baugenossenschaft für das Personal der Sächsischen Staatseisenbahnen zu Dresden bzw. der Eisenbahner-Baugenossenschaft errichtet; besteht aus zwei Häuserzeilen (je vier Eingänge) und sechs Doppelwohnhäusern, gruppiert um einen rechteckigen Wohnhof, Häuserzeilen an der Dölzschener Straße und an der Zauckeroder Straße sind durch überdachte Toreinfahrten mit den angrenzenden Doppelwohnhäusern verbunden, die Bauten zeigen traditionelles Formengut wie Mansarddächer, Klappläden, Dreiecksgiebel, Segment- und Korbbögen usw. (vgl. Wohnanlage an Teplitzer Straße in Dresden-Strehlen), städtebaulich bedeutende Wohnanlage der 1920er Jahre, baugeschichtlich von Bedeutung. | 09216635 |
| Weitere Bilder                          | Zwei Doppelwohnhäuser einer Anlage im Straßengeviert Dölzschener, Frankenberg-, Mohorner und Zauckeroder Straße (Einzeldenkmale zu ID-Nr. 09210628)                                              | Mohorner Straße 26; 28; 30 (Karte)                         | 1920–1921, nach Adressbuch (Doppelwohnhaus)                      | Einzeldenkmale o. g. Sachgesamtheit: zwei Doppelwohnhäuser (Mohorner Straße 26/28, Mohorner Straße 30 und Zauckeroder Straße 23) einer Anlage im Straßengeviert Dölzschener, Frankenberg-, Mohorner und Zauckeroder Straße, von der Baugenossenschaft für das Personal der Sächsischen Staatseisenbahnen zu Dresden bzw. der Eisenbahner-Baugenossenschaft errichtet; besteht aus zwei Häuserzeilen (je vier Eingänge) und sechs Doppelwohnhäusern, gruppiert um einen rechteckigen Wohnhof, Häuserzeilen an der Dölzschener Straße und an der Zauckeroder Straße sind durch überdachte Toreinfahrten mit den angrenzenden Doppelwohnhäusern verbunden, die Bauten zeigen traditionelles Formengut wie Mansarddächer, Klappläden, Dreiecksgiebel, Segment- und Korbbögen usw. (vgl. Wohnanlage an Teplitzer Straße in Dresden-Strehlen), städtebaulich bedeutende Wohnanlage der 1920er Jahre, baugeschichtlich von Bedeutung. | 09210627 |
| Weitere Bilder                          | Mietshaus in Ecklage und halboffener Bebauung | Poststraße 10 (Karte)                                      | um 1895 (Mietshaus)                                              | zeittypischer Bau um 1895 mit Klinkerfassade und historisierender Natursteingliederung, Lage durch verbrochene Ecke und Balkone betont, baugeschichtlich und stadtentwicklungsgeschichtlich von Bedeutung. | 09216672 |
| Weitere Bilder                          | Mietshaus in Ecklage und halboffener Bebauung | Poststraße 12 (Karte)                                      | um 1895 (Mietshaus)                                              | repräsentativer Mietsbau um 1895 mit Klinkerfassade und historisierender Natursteingliederung, Lage durch verbrochene Ecke und Balkone betont, baugeschichtlich und stadtentwicklungsgeschichtlich von Bedeutung. | 09210686 |
| Weitere Bilder                          | Mietshaus in offener Bebauung | Poststraße 14 (Karte)                                      | um 1895 (Mietshaus)                                              | typisches Löbtauer Späthistorismusgebäude mit markanter Klinkerfassade, besondere Akzentuierung durch Mittelrisalit und Giebel, baugeschichtlich und stadtentwicklungsgeschichtlich bedeutend. | 09216671 |
|                                         | Doppelmietshaus in offener Bebauung | Poststraße 16; 18 (Karte)                                  | um 1895 (Doppelmietshaus)                                        | typisches Löbtauer Späthistorismusgebäude mit repräsentativer Klinkerfassade und Natursteingliederung, besondere Akzentuierung durch Risalite, Giebel und Gaffköpfchen im ersten Obergeschoss, baugeschichtlich und stadtentwicklungsgeschichtlich bedeutend. | 09216670 |
| Weitere Bilder                          | Mietshaus in offener Bebauung | Poststraße 20 (Karte)                                      | um 1895 (Mietshaus)                                              | zeittypischer Bau mit historisierender Klinkerfassade, geprägt von Mittelrisalit und Giebel, baugeschichtlich und stadtentwicklungsgeschichtlich von Bedeutung. | 09216669 |
| Weitere Bilder                          | Mietshaus in Ecklage und halboffener Bebauung | Poststraße 22 (Karte)                                      | um 1885 (Mietshaus)                                              | zeittypischer Bau mit historisierender Klinkerfassade, Lage durch verbrochene Ecke betont, baugeschichtlich und stadtentwicklungsgeschichtlich von Bedeutung. | 09216668 |
|                                         | Mietshaus in Ecklage und halboffener Bebauung | Poststraße 24 (Karte)                                      | um 1895 (Mietshaus)                                              | zeittypischer Bau mit Klinkerfassade und historisierender Natursteingliederung, Lage durch verbrochene Ecke betont, baugeschichtlich und stadtentwicklungsgeschichtlich von Bedeutung. | 09216309 |
|                                         | Mietshaus mit Einfriedung in Ecklage und offener Bebauung | Rabenauer Straße 20 (Karte)                                | um 1900 (Mietshaus)                                              | schlichter Putzbau vom Anfang des 20. Jahrhunderts mit Jugendstilelementen, Lage durch verbrochene Ecke und Turmaufbau mit Zierfachwerkgiebeln betont, baugeschichtlich von Bedeutung. | 09210789 |
|                                         | Mietshausgruppe in offener Bebauung | Reisewitzer Straße 49 (Karte)                              | um 1895 (Mietshaus)                                              | Mietshausgruppe (Bonhoefferplatz 2, Döhlener Straße 34 und Reisewitzer Straße 49) in offener Bebauun; charakteristische, historisierende Wohnbauten des ausgehenden 19. Jahrhunderts mit Klinker-Sandstein-Fassade, belebt von verschiedenartigem Dekor, baugeschichtlich bedeutend, zudem als Teil des Bonhoefferplatzes stadtentwicklungsgeschichtlich von Belang. | 09216632 |
|                                         | Mietshaus in offener Bebauung, mit Einfriedung | Reisewitzer Straße 63 (Karte)                              | um 1895 (Mietshaus)                                              | zeittypischer Bau mit Klinkerfassade und historisierender Natursteingliederung, Lage durch verbrochene Ecke und Giebel betont, baugeschichtlich und stadtentwicklungsgeschichtlich von Bedeutung. | 09210664 |
|                                         | Mietshaus in offener Bebauung | Reisewitzer Straße 65 (Karte)                              | um 1895 (Mietshaus)                                              | Bau mit Klinkerfassade und historisierender Natursteingliederung, Lage durch verbrochene Ecke und Giebel betont, baugeschichtlich und stadtentwicklungsgeschichtlich von Bedeutung. | 09210665 |
|                                         | Mietshaus in offener Bebauung | Reisewitzer Straße 66 (Karte)                              | um 1895 (Mietshaus)                                              | zeittypischer Bau mit historisierender Klinkerfassade, Lage durch verbrochene Ecke und Giebel betont, baugeschichtlich und stadtentwicklungsgeschichtlich von Bedeutung. | 09210666 |
|                                         | Mietshaus in Kopflage und offener Bebauung | Saalhausener Straße 1 (Karte)                              | um 1900 (Mietshaus)                                              | straßenbildprägender Bau mit Putzfassade und historisierender Natursteingliederung, baugeschichtlich und stadtentwicklungsgeschichtlich von Bedeutung. | 09210783 |
|                                         | Mietshaus in Kopflage und offener Bebauung | Saalhausener Straße 9 (Karte)                              | um 1895 (Mietshaus)                                              | straßenbildprägender Bau mit Putzfassade und historisierender Natursteingliederung, Lage durch verbrochene Ecke und Giebel betont, baugeschichtlich und stadtentwicklungsgeschichtlich von Bedeutung | 09210976 |
|                                         | Doppelmietshaus in geschlossener Bebauung | Schillingplatz 16; 18 (Karte)                              | um 1900 (Mietshaus), um 1895 (Doppelmietshaus)                   | zeittypischer, schlichter Bau mit Klinkerfassade und historisierender Natursteingliederung, baugeschichtlich und stadtentwicklungsgeschichtlich von Bedeutung. | 09216673 |
|                                         | Doppelmietshaus in geschlossener Bebauung | Schillingplatz 17; 19 (Karte)                              | um 1895 (Doppelmietshaus)                                        | repräsentativer Bau um 1895 mit Klinkerfassade und Natursteingliederung, baugeschichtlich und als prägender Teil der Bebauung des Schillingplatzes stadtentwicklungsgeschichtlich von Bedeutung. | 09210685 |
|                                         | Mosaiksteinpflaster mit Sternornament | Schillingstraße 7 (vor) (Karte)                            | Ende 19. Jh. (Pflaster)                                          | Pflasterung mit verschiedenfarbigen Steinen, künstlerisch bedeutend, zudem mit Seltenheitswert. | 09217586 |
|                                         | Mietshaus in offener Bebauung | Tharandter Straße 12 (Karte)                               | um 1900 (Mietshaus)                                              | straßenbildprägend mit verbrochener Ecke und Turmaufbau, Gebäude mit Klinkerfassade, Sandsteinsockelgeschoss und Jugendstilelementen, baugeschichtlich und stadtentwicklungsgeschichtlich von Bedeutung. | 09210681 |
|                                         | Mietshaus in offener Bebauung | Tharandter Straße 36 (Karte)                               | um 1895 (Mietshaus)                                              | stadtteiltypisches Würfelhaus mit repräsentativer Putzfassade und historisierender Natursteingliederung, geprägt von Mittelrisaliten, baugeschichtlich und stadtentwicklungsgeschichtlich von Bedeutung. | 09210671 |
|                                         | Mietshaus in offener Bebauung, mit Einfriedung | Tharandter Straße 44 (Karte)                               | um 1890 (Mietshaus)                                              | zeittypischer Bau mit Klinkerfassade und historisierender Natursteingliederung, geprägt von Mittelrisalit, Erker und Türmchen, baugeschichtlich und stadtentwicklungsgeschichtlich von Bedeutung. | 09210670 |
|                                         | Mietshaus mit Teilen der Einfriedung in offener Bebauung | Tharandter Straße 56 (Karte)                               | bezeichnet 1898 (Mietshaus)                                      | Bau von 1898 mit zeittypischer Klinkerfassade und historisierender Natursteingliederung, geprägt von Mittelrisalit und Giebel, baugeschichtlich und stadtentwicklungsgeschichtlich von Bedeutung. | 09210669 |
|                                         | Doppelmietshaus in Kopflage und offener Bebauung | Tharandter Straße 58 (Karte)                               | vor 1903, nach Adressbuch (Doppelmietshaus)                      | Doppelmietshaus (Hainsberger Straße 17 und Tharandter Straße 58) in Kopflage und offener Bebauung; bauzeitlich sehr repräsentatives Gebäude mit reichem Natursteindekor, Hauseingang Hainsberger Straße mit Relief besonders betont, historisierende und Jugendstilelemente, Fenstereinfassung u. a. mit flachen Kielbögen, baugeschichtlich bedeutend und stadtentwicklungsgeschichtlich von Belang. | 09210668 |
|                                         | Doppelmietshaus in Ecklage und offener Bebauung | Tharandter Straße 84 (Karte)                               | um 1895 (Doppelmietshaus)                                        | Doppelmietshaus (Fritz-Schulze-Straße 2 und Tharandter Straße 84) in Ecklage und offener Bebauung; typischer, historisierender Mietshausbau um 1895 mit Klinkerfassade und Natursteingliederung, Lage durch verbrochene Ecke und Giebel betont, stadtentwicklungsgeschichtlich und baugeschichtlich von Bedeutung. | 09210617 |
|                                         | Mietshaus in Ecklage und halboffener Bebauung | Waldheimer Straße 2 (Karte)                                | um 1895 (Mietshaus)                                              | zeittypischer Bau mit Klinkerfassade und historisierender Natursteingliederung, Sandsteinsockelgeschoss, Lage durch verbrochene Ecke und Turmaufbau betont, baugeschichtlich bedeutend, zudem als Teil des Bonhoefferplatzes stadtentwicklungsgeschichtlich von Belang. | 09217572 |
|                                         | Mietshaus mit Einfriedung in offener Bebauung | Waldheimer Straße 4 (Karte)                                | um 1900 (Mietshaus)                                              | repräsentativer Bau mit Klinkerfassade und historisierender Natursteingliederung, mit prägenden Risaliten und Giebeln, baugeschichtlich bedeutend und stadtentwicklungsgeschichtlich von Belang. | 09210641 |
|                                         | Ehem. Aktien-Brauerei Reisewitz | Wiesbadener Straße 4 (Karte)                               | gegründet 1868 (Brauereianlagenteil)                             | Brauerei mit ausgedehnten Kelleranlagen, Stützmauer und Einfriedung; gestalterisch markantes, historisierendes Gebäude mit Lisenenarchitektur, Walmdach und weithin sichtbaren Essen, über rechteckigem Grundriss entstanden, Keller bautechnisch bemerkenswerte Anlage aus mehreren Tonnen vor allem aus Sandsteinquadern, erinnert an vielfältige Brautradition in Dresden, neben Waldschlößchen-Brauerei und Felsenkeller-Brauerei sowie Resten der Feldschlösschen-Brauerei eines der letzten baulichen Zeugnisse diese Industriezweigs in der 2. Hälfte des 19. Jahrhunderts im Ort, baugeschichtlich und ortsgeschichtlich bedeutend. | 09210622 |
|                                         | Häuser einer Wohnanlage mit Teilen der Einfriedung | Zauckeroder Straße 9; 11 (Karte)                           | 1913–1916, nach Adressbuch (Mehrfamilienwohnhaus)                | Häuser einer Wohnanlage (Dölzschener Straße 10/12, Frankenbergstraße 38/40/42/44 und Zauckeroder Straße 9/11) mit Teilen der Einfriedung; U-förmige Anlage mit acht Mehrfamilienhäusern, von der Eisenbahner-Baugenossenschaft errichtet, bildet eine gestalterische Einheit mit der gegenüberliegenden Anlage (unter Frankenbergstraße 46/48/50/50b, ID-Nr. 09216645), Fassaden zeigen stilisierte historisierende Elemente (neoklassizistisch und neobarock), wobei die Eingangsbereiche besonders betont werden, reiches Beispiel der Siedlungsarchitektur der 1910er Jahre, baugeschichtlich und stadtentwicklungsgeschichtlich von Bedeutung. | 09210633 |
|                                         | Häuser einer Wohnanlage und Teil der Einfriedung | Zauckeroder Straße 12; 14 (Karte)                          | 1913–1914 (Mehrfamilienwohnhaus)                                 | Häuser einer Wohnanlage (Frankenbergstraße 46/48/50/50b und Zauckeroder Straße 12/14) und Teil der Einfriedung; U-förmige Anlage mit sechs Mehrfamilienhäusern, von der Eisenbahner-Baugenossenschaft errichtet, charakteristisches Beispiel der Siedlungsarchitektur der 1910er Jahre, bildet eine gestalterische Einheit mit der gegenüberliegenden Anlage (unter Dölzschner Straße 10/12, ID-Nr. 09210633), baugeschichtlich und stadtentwicklungsgeschichtlich von Bedeutung. | 09216645 |
| Weitere Bilder                          | Zwei Doppelwohnhäuser einer Anlage im Straßengeviert Dölzschener, Frankenberg-, Mohorner und Zauckeroder Straße (Einzeldenkmale zu ID-Nr. 09210628)                                              | Zauckeroder Straße 13 (Karte)                              | 1920–1921, nach Adressbuch (Doppelwohnhaus)                      | Einzeldenkmale o. g. Sachgesamtheit: zwei Doppelwohnhäuser (Frankenbergstraße 39/41, Frankenbergstraße 43 und Zauckeroder Straße 13) einer Anlage im Straßengeviert Dölzschener, Frankenberg-, Mohorner und Zauckeroder Straße, von der Baugenossenschaft für das Personal der Sächsischen Staatseisenbahnen zu Dresden bzw. der Eisenbahner-Baugenossenschaft errichtet; besteht aus zwei Häuserzeilen (je vier Eingänge) und sechs Doppelwohnhäusern, gruppiert um einen rechteckigen Wohnhof, Häuserzeilen an der Dölzschener Straße und an der Zauckeroder Straße sind durch überdachte Toreinfahrten mit den angrenzenden Doppelwohnhäusern verbunden, die Bauten zeigen traditionelles Formengut wie Mansarddächer, Klappläden, Dreiecksgiebel, Segment- und Korbbögen usw. (vgl. Wohnanlage an Teplitzer Straße in Dresden-Strehlen), städtebaulich bedeutende Wohnanlage der 1920er Jahre, baugeschichtlich von Bedeutung. | 09210625 |
| Weitere Bilder                          | Häuserzeile einer Anlage im Straßengeviert Dölzschener, Frankenberg-, Mohorner und Zauckeroder Straße (Einzeldenkmale zu ID-Nr. 09210628)                                                        | Zauckeroder Straße 15; 17; 19; 21 (Karte)                  | 1920–1921, nach Adressbuch (Mehrfamilienwohnhaus)                | Einzeldenkmale o. g. Sachgesamtheit: Häuserzeile einer Anlage im Straßengeviert Dölzschener, Frankenberg-, Mohorner und Zauckeroder Straße, von der Baugenossenschaft für das Personal der Sächsischen Staatseisenbahnen zu Dresden bzw. der Eisenbahner-Baugenossenschaft errichtet; besteht aus zwei Häuserzeilen (je vier Eingänge) und sechs Doppelwohnhäusern, gruppiert um einen rechteckigen Wohnhof, Häuserzeilen an der Dölzschener Straße und an der Zauckeroder Straße sind durch überdachte Toreinfahrten mit den angrenzenden Doppelwohnhäusern verbunden, die Bauten zeigen traditionelles Formengut wie Mansarddächer, Klappläden, Dreiecksgiebel, Segment- und Korbbögen usw. (vgl. Wohnanlage an Teplitzer Straße in Dresden-Strehlen), städtebaulich bedeutende Wohnanlage der 1920er Jahre, baugeschichtlich von Bedeutung. | 09216685 |
| Weitere Bilder                          | Zwei Doppelwohnhäuser einer Anlage im Straßengeviert Dölzschener, Frankenberg-, Mohorner und Zauckeroder Straße (Einzeldenkmale zu ID-Nr. 09210628)                                              | Zauckeroder Straße 23 (Karte)                              | 1920–1921, nach Adressbuch (Doppelwohnhaus)                      | Einzeldenkmale o. g. Sachgesamtheit: zwei Doppelwohnhäuser (Mohorner Straße 26/28, Mohorner Straße 30 und Zauckeroder Straße 23) einer Anlage im Straßengeviert Dölzschener, Frankenberg-, Mohorner und Zauckeroder Straße, von der Baugenossenschaft für das Personal der Sächsischen Staatseisenbahnen zu Dresden bzw. der Eisenbahner-Baugenossenschaft errichtet; besteht aus zwei Häuserzeilen (je vier Eingänge) und sechs Doppelwohnhäusern, gruppiert um einen rechteckigen Wohnhof, Häuserzeilen an der Dölzschener Straße und an der Zauckeroder Straße sind durch überdachte Toreinfahrten mit den angrenzenden Doppelwohnhäusern verbunden, die Bauten zeigen traditionelles Formengut wie Mansarddächer, Klappläden, Dreiecksgiebel, Segment- und Korbbögen usw. (vgl. Wohnanlage an Teplitzer Straße in Dresden-Strehlen), städtebaulich bedeutende Wohnanlage der 1920er Jahre, baugeschichtlich von Bedeutung. | 09210627 |

## Ausführliche Denkmaltexte
1. ↑  Denkmaltext

Die auf dem Conertplatz in Dresden, OT Löbtau gelegene Anlage ist in Erinnerung an den seinerzeit in Löbtau ansässigen kommunistischen Journalisten und Politiker Rudolf Renner (1894–1940), der 1940 im KZ Buchenwald umgekommen ist, wohl Mitte der 1960er Jahre errichtet worden. Die 1964 geschaffene Büste stammt von Helmut Schwager (geb. 1922), einem Schüler von Walter Arnold (1909–1979). Schwager war Dozent für Plastik an der Kunsthochschule und ist Ehrenmitglied beim Künstlerbund Dresden e. V.
Der in Beule, damals einem Ort in der Nähe von Wuppertal, geborene Renner nahm am Ersten Weltkrieg teil. Nach seiner Arbeit als Reporter für das Volksblatt 1924 und seiner Herausgeberschaft der Arbeiterstimme 1925 wurde Renner 1929 in das Zentralkomitee der KPD gewählt und Politischer Sekretär für Sachsen. Zugleich war er bereits ab 1920 Abgeordneter, später auch Fraktionsvorsitzender der KPD im Sächsischen Landtag. In Leipzig gab er 1932 die Sächsische Arbeiter-Zeitung heraus. Kurze Zeit nach Machtergreifung der Nationalsozialisten wurde Renner inhaftiert und später zu drei Jahren Zwangsarbeit verurteilt, die er im Zuchthaus Waldheim verbüßte. Nach seiner Internierung 1936 im Konzentrationslager Sachsenburg und seiner Überführung 1937 nach Buchenwald kam er 1940 dort ums Leben. An Rudolf Renner erinnert neben dem Denkmal eine Löbtauer Straße mit dem gleichen Namen. Mit Stadtratsbeschluss von 1995 wurde entschieden, dass das Denkmal an seinem Standort verbleibt. An Renner wird auch in der neueren Fachliteratur erinnert.
Das Denkmal erinnert an ein hier seinerzeit lebendes, wirkendes und lokal bekanntes Opfer der nationalsozialistischen Diktatur und ist demzufolge personengeschichtlich bedeutend. Die von Schwager geschaffene Büste besitzt als charakteristisches DDR-Bildwerk des „Sozialistischen Realismus“ zudem einen kunsthistorischen Wert (LfD/2017).
2. ↑  Sachgesamtheit Wohnanlage Dölzschener Straße mit folgenden Einzeldenkmalen: eine Häuserzeile (Dölzschener Straße 16/18/20/22) und zwei Doppelwohnhäuser (Dölzschener Straße 14 und Frankenbergstraße 37, Dölzschener Straße 24 und Mohorner Straße 24, ID-Nr. 09216635), zwei Doppelwohnhäuser (Frankenbergstraße 39/41 und 43 und Zauckeroder Straße 13, ID-Nr. 09210625), zwei Doppelwohnhäuser (Mohorner Straße 26/28, Mohorner Straße 30 und Zauckeroder Straße 23, ID-Nr. 09210627), eine Häuserzeile (Zauckeroder Straße 15/17/19/21, ID-Nr. 09216685) sowie die verbindenden Toreinfahrten als Sachgesamtheitsteile; Anlage im Straßengeviert Dölzschener, Frankenberg-, Mohorner und Zauckeroder Straße, von der Baugenossenschaft für das Personal der Sächsischen Staatseisenbahnen zu Dresden bzw. der Eisenbahner-Baugenossenschaft errichtet, besteht aus zwei Häuserzeilen (je vier Eingänge) und sechs Doppelwohnhäusern, gruppiert um einen rechteckigen Wohnhof, Häuserzeilen an der Dölzschener Straße und an der Zauckeroder Straße sind durch überdachte Toreinfahrten mit den angrenzenden Doppelwohnhäusern verbunden, die Bauten zeigen traditionelles Formengut wie Mansarddächer, Klappläden, Dreiecksgiebel, Segment- und Korbbögen usw. (vgl. Wohnanlage an Teplitzer Straße in Dresden-Strehlen), städtebaulich bedeutende Wohnanlage der 1920er Jahre, baugeschichtlich von Bedeutung.
3. ↑  Sachgesamtheit Neuer Annenfriedhof und Friedhof Friede und Hoffnung in seiner gewachsenen funktionellen und gestalterischen Einheit mit folgenden Einzeldenkmalen: zwei Friedhofsgebäuden (Leichenhallen) einschließlich Arkaden und Erbbegräbnisstätten (einstige Feierhalle mit Kuppel zerstört), denkmalwerten Grabstätten, Gedenkstätten für Kriegsopfer des 1. und 2. Weltkrieges am Grabfeld 6, im Grabfeld 14 und südlich der Grabfelder 27 sowie Einfriedung mit Ziergitterzaun einschließlich Toranlagen und Toren (ID-Nr. 09210705) sowie Friedhofsgestaltung (Gartendenkmal), außerdem als Sachgesamtheitsteile erhaltenswerte gründerzeitliche Grabgruppe an der Ostseite der Friedhofsgebäude, Reihe/Gruppe Erbbegräbnis-Ost von Wst. 91 bis Krüger, Georg (etwa Wst. 170); mit gliederndem Wegesystem, struktur- und raumbildender Alleenbepflanzung, zwei Pyramiden-Eichen am Eingangsweg, der nördlich dem Friedhof befindlichen, gartenkünstlerisch gestalteten Freifläche und den Resten der die Anlage ursprünglich umfassenden Weißdornhecke, ortsgeschichtlich bedeutendes Zeugnis, die Bauten als Beispiele historisierender Friedhofsarchitektur der 2. Hälfte des 19. Jahrhunderts architektonisch und künstlerisch wertvoll, erste Dresdner Friedhofsgestaltung nach gartenkünstlerisch-ästhetischen Interessen.